# ABBA
ABBA ist eine schwedische Popgruppe, die aus den ehemaligen Paaren Agnetha Fältskog und Björn Ulvaeus sowie Benny Andersson und Anni-Frid Lyngstad besteht und sich 1972 in Stockholm formierte. Sie gehört mit rund 400 Millionen verkauften Tonträgern zu den erfolgreichsten Bands der Musikgeschichte.
Die Gruppe hat die Geschichte der Popmusik wesentlich mitgeprägt. Vor ihnen hatte es keine Skandinavier mit vergleichbaren Erfolgen in der Popmusik gegeben. Trotz US-amerikanischer und britischer Dominanz im Musikgeschäft gelang ABBA der internationale Durchbruch. Nach ihrem Sieg beim Eurovision Song Contest 1974 mit Waterloo war sie besonders in Europa und Australien sowie später auch in Lateinamerika und Japan erfolgreich. Vor allem in der zweiten Hälfte der 1970er Jahre galt ABBA wegen der aufwendigen und ausgefeilten Musikproduktionen als Mitbegründer einer neuen internationalen Popmusik.
Zu ihren bekanntesten Songs zählen SOS, Mamma Mia, Fernando, Dancing Queen, Money, Money, Money, Thank You for the Music, Take a Chance on Me, Gimme! Gimme! Gimme! (A Man After Midnight), The Winner Takes It All, Lay All Your Love on Me und Super Trouper. Charakteristisch für die Gruppe waren außerdem ihre für die damalige Zeit ausgefallenen bunt poppigen Kostüme, die das Quartett bei Auftritten und in Musikvideos trug. Während Ulvaeus und Andersson hauptsächlich für Kompositionen und Texte verantwortlich waren, agierten Fältskog und Lyngstad vorwiegend als Leadsängerinnen.
Das 1992 veröffentlichte Best-of-Album ABBA Gold gehört mit 31 Millionen verkauften Exemplaren zu den weltweit erfolgreichsten Alben und hat maßgeblich zum ABBA-Revival in den 1990ern beigetragen. 1999 hatte das auf ABBA-Songs basierende Musical Mamma Mia! in London Premiere, das mit über 60 Millionen Zuschauern eines der erfolgreichsten Musicals der Welt ist. Die Verfilmung von Mamma Mia! aus dem Jahr 2008 gehört darüber hinaus zu den erfolgreichsten Musicalverfilmungen.
1982 beendeten die Gruppenmitglieder aufgrund privater Differenzen vorläufig ihre musikalische Zusammenarbeit und gaben erst 2018 bekannt, dass sie wieder zusammen an neuem Material arbeiteten. Obwohl es über einen Zeitraum von fast 40 Jahren weder Bandauftritte noch neue Musik gab, blieben ihre Lieder nach wie vor populär. So werden ihre Stücke weiterhin in unterschiedlichsten Interpretationen und Coverversionen produziert und meistens sehr erfolgreich vermarktet. Seit 2013 gibt es in Stockholm ein ABBA-Museum. 2021 gab die Band ihr Comeback im Rahmen der virtuellen Konzertshow ABBA Voyage bekannt und veröffentlichte vier neue Singles sowie ihr neuntes Studioalbum Voyage.

## Werdegang

### Die Zeit vor der Bandgründung (1966–1972)
Im Juni 1966 lernte Björn Ulvaeus, der zu dieser Zeit als Mitglied der Hootenanny Singers in den schwedischen Folkparks Erfolg hatte, den Musiker Benny Andersson kennen, der Pianist bei den landesweit erfolgreichen Hep Stars war. Bei ihrem zweiten Treffen drei Wochen später schrieben sie nach einer Party in Ulvaeus’ Elternhaus ihr erstes gemeinsames Stück Isn’t It Easy to Say, das später von den Hep Stars veröffentlicht wurde. Die in Norwegen geborene Anni-Frid Lyngstad (Frida) gewann 1967 einen nationalen Talentwettbewerb und wurde in den kommenden Jahren ebenfalls eine bekannte, wenn auch weniger erfolgreiche Jazz- und Folk-Sängerin. Agnetha Fältskog, die während ihrer Solokarriere vor allem schwedische Schlagermusik machte, hatte 1968 ihren nationalen Durchbruch als Sängerin und Komponistin. Fältskog und Ulvaeus trafen sich im selben Jahr mehrmals auf Tourneen.
1969 produzierten Andersson und Ulvaeus für die Künstlerin Brita Borg gemeinsam den Song Ljuva Sextital sowie einen Teil des Soundtracks für den schwedischen Film Inga II und traten nebenbei mehrfach mit dem schwedischen Gesangsduo Svenne & Lotta auf. Lyngstad erreichte im März 1969 bei der schwedischen Vorentscheidung zum Eurovision Song Contest mit dem Lied Härlig Är Vår Jord („Unsere Welt ist herrlich“) den 4. Platz, während Andersson als Komponist antrat. Im Rahmen der Veranstaltung lernten sich Frida Lyngstad und Benny Andersson kennen und begannen kurz darauf eine Liebesbeziehung. Im Mai 1969 wirkten Björn Ulvaeus und Agneta Fältskog gemeinsam in einer Fernsehsendung mit und begannen ebenfalls eine Beziehung. Zur selben Zeit verließ Andersson die Hep Stars und verlobte sich im August 1969 mit Lyngstad, die kurz darauf unter seiner Produktion die Single Peter Pan aufnahm.
1970 wurde She’s My Kind of Girl als erste gemeinsame Single von Benny Andersson und Björn Ulvaeus veröffentlicht. Im April 1970 verlobten sich auch Fältskog und Ulvaeus. Nebenbei wirkte Ulvaeus bei Fältskogs Soloalbum Som jag är mit, während Andersson als Produzent von Lyngstads Debütalbum Frida fungierte. Etwa zur selben Zeit nahmen Andersson und Ulvaeus bei Stig Andersons Plattenfirma Polar Music ihr erstes gemeinsames Album mit dem Titel Lycka („Glück“) auf. Mit dieser LP-Produktion begann die Zusammenarbeit mit dem Toningenieur Michael B. Tretow, der später maßgeblich an der Soundentwicklung von ABBA beteiligt war. Unterstützt wurden sie bei einigen Titeln bereits von Fältskog und Lyngstad, die verschiedene Backing Vocals sangen. So gilt der schwedische Song Hej Gamle Man („Hallo, alter Mann“) als erstes Musikstück, bei dem alle vier Mitglieder von ABBA zu hören sind. Auf dessen Singlecover sowie auf dem Album Lycka sind aber nur „Björn Ulvaeus & Benny Andersson“ genannt.
Neben den Aufnahmen inszenierten die vier Musiker im selben Jahr die Show „Festfolk“ und traten am 1. November 1970 in Göteborg zum ersten Mal als Gruppe auf. Einen ihrer ersten gemeinsamen Fernsehauftritte hatten die vier Schweden im Dezember 1970 unter der Bandbezeichnung „Festfolket“ in einer Western-Nostalgierevue, wo sie den US-amerikanischen Songklassiker California, Here I Come in Western-Kostümen präsentierten. Fältskog und Ulvaeus heirateten am 6. Juli 1971 im südschwedischen Verum. 1972 übernahm Fältskog in Göteborg die Rolle der Maria Magdalena in der schwedischen Version des Musicals Jesus Christ Superstar.

### Formierung zur Band (1972–1973)

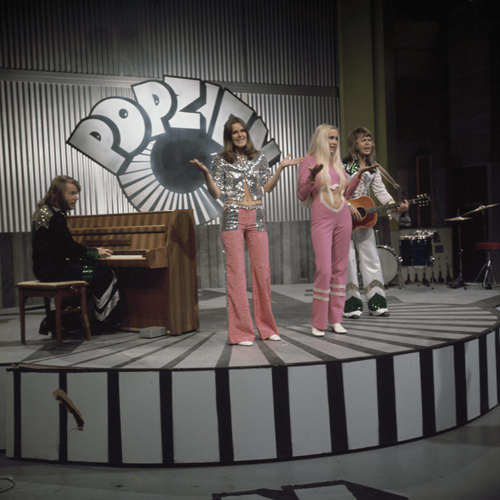
„Björn & Benny, Agnetha & Anni-Frid“ bei einem Auftritt mit Ring Ring, 1973

Die Singles von Benny Andersson und Björn Ulvaeus wurden bis auf Hej Gamle Man keine Hits in Schweden. Doch 1972 wurde She’s My Kind of Girl in Japan veröffentlicht und gelangte auf Platz 7 der dortigen Verkaufscharts sowie an die Spitze einiger anderer Hitparaden. Die Tatsache, dass eines ihrer englischen Lieder in einem anderen Land Erfolg hatte, war für die beiden Musiker ein Grund, von da an mehr auf englische Popsongs zu setzen. Durch die Erkenntnis, dass die Stimmen von Fältskog und Lyngstad auf einigen ihrer früheren Stücke gut mit ihren eigenen harmonierten, wollten Andersson und Ulvaeus ihre Lebensgefährtinnen auch in kommende Produktionen mit einbeziehen. Der Titel des ersten Liedes, das die vier Musiker im März 1972 als Gruppe aufnahmen, war People Need Love. Dabei sahen sie sich allerdings noch nicht als feste Gruppe, denn alle Beteiligten waren parallel mit eigenen Produktionen beschäftigt. Der Schlagzeuger Ola Brunkert und der Bassist Rutger Gunnarsson wirkten an dieser wie an sämtlichen folgenden Aufnahmen von ABBA mit, galten aber niemals als Mitglieder der Gruppe.
People Need Love wurde im Juni 1972 veröffentlicht, wobei auf dem Cover anstatt eines Bandnamens lediglich die Vornamen „Björn & Benny, Agnetha & Anni-Frid“ aufgezählt wurden. Die Single erreichte Platz 17 der kombinierten schwedischen Single- und Album-Verkaufscharts und Platz 3 in der „Tio i Topp“- Hitparade. Diesen verhältnismäßig großen Erfolg nahmen die vier Künstler zum Anlass, auch ein gemeinsames Album aufzunehmen. Zwischen Herbst 1972 und Frühling 1973 wurde Ring Ring produziert, dessen erste Single He Is Your Brother im November 1972 erschien.
Um auf dem deutschen Markt höhere Verkaufszahlen zu erreichen, nahmen sie – wie zu dieser Zeit bei vielen internationalen Künstlern üblich – ihre schwedischen Lieder Hej Gamle Man (Hey, Musikant) und Livet går sin gång (Was die Liebe sagt) sowie die englischsprachigen Songs Ring Ring und Another Town, Another Train (Wer im Wartesaal der Liebe steht) auch mit deutschen Texten auf. Den ersten Auftritt im deutschen Fernsehen hatte die Gruppe am 6. Januar 1973 in der Musiksendung Disco mit ihrer ersten Single People Need Love. Moderator Ilja Richter stellte die unbekannte schwedische Band namentlich vor, auf der Bühne standen allerdings Björn Ulvaeus, Benny Andersson, Frida Lyngstad und Inger Brundin – eine Freundin von Lyngstad, die ersatzweise für Agneta Fältskog auftrat, da diese im achten Monat schwanger war und daher nicht reisen wollte. Die Band war damals in Deutschland unbekannt, und so fiel der Wechsel niemandem im Publikum auf.
Im Februar 1973 traten die vier Musiker mit dem Lied Ring Ring als „Publikumsfavorit“ zur schwedischen Vorentscheidung Melodifestivalen des Eurovision Song Contest an und wurden von der Experten-Jury auf den 3. Platz gewählt. Nur wenige Tage später wurde Ring Ring auf Schwedisch und Englisch als Single herausgegeben. Als am 26. März 1973 auch das Album erschien, waren die beiden Singles insgesamt bereits rund 100.000 Mal verkauft worden. Sie belegten gemeinsam mit dem Album die ersten drei Plätze der schwedischen Verkaufscharts. Ring Ring wurde in 15 Ländern veröffentlicht und erreichte auch in Dänemark und Belgien Platz 1 der Singlecharts. Aufgrund des anhaltenden Gruppenerfolges in Skandinavien planten die vier Musiker und ihr nunmehriger Manager Stig Anderson eine erneute Teilnahme am Melodifestivalen im folgenden Jahr.

### „Grand Prix“-Sieg und erste internationale Erfolge (1974)

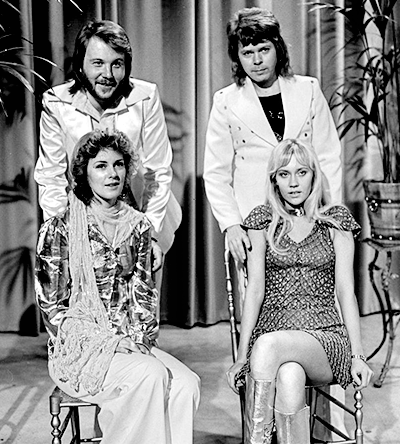
ABBA am 26. April 1974 auf Promotion-Tour in den Niederlanden

Im September 1973 begannen Agneta Fältskog, Björn Ulvaeus, Benny Andersson und Anni-Frid Lyngstad mit den Aufnahmen für ihr zweites Album, nachdem kurz davor im Sommer ihr neuer Bandname „ABBA“ – zusammengesetzt aus den Anfangsbuchstaben ihrer Vornamen – beschlossen worden war. Zur selben Zeit wurden sie erneut eingeladen, einen Beitrag für den schwedischen Vorentscheid des Eurovision Song Contests im kommenden Jahr zu schreiben. Im Winter 1973/74 entstand so der Titel Waterloo. Ursprünglich fasste die Gruppe auch das Lied Hasta Mañana ins Auge, da diese Ballade dem Stil der Siegertitel aus den Vorjahren recht ähnlich war und man sich damit große Gewinnchancen erhoffte. Letztendlich entschieden sie sich aber doch für Waterloo, weil es gerade durch seinen neuartigen Stil aus dem Balladenschema ausbrach. Zudem sang Fältskog in Hasta Mañana allein die Lead Vocals, während Waterloo ein Duett beider Sängerinnen darstellt und somit ihr Image als Gruppe bestärkte.
Mit Waterloo setzte sich die Gruppe im Februar 1974 zunächst beim Melodifestivalen durch. Am 4. März 1974 wurden sowohl das neue Album, das ebenfalls den Titel Waterloo trug, als auch die Single veröffentlicht. Um sicherzugehen, dass die Band unter ihrem neuen Namen nicht verwechselt werden konnte, wurden ihre Vornamen (Björn, Benny, Agnetha & Frida) in Klammern hinter ihren neuen Namen ABBA gesetzt. Die LP erreichte schnell die Spitze der schwedischen Hitparade und brach den Verkaufsrekord, während die Singles (auf Englisch und Schwedisch) in den kombinierten Single- und Albumverkaufscharts Platz 2 und 3 belegten. Stig Anderson reiste schon im Vorfeld des Song Contests durch mehrere europäische Länder, um die Single zu platzieren.
Am 6. April 1974 trat ABBA bei der Austragung des „Grand-Prix“-Finales im englischen Brighton an. Nach einem für den Wettbewerb bis dahin musikalisch eher untypischen, aber sehr effektvoll inszenierten Auftritt dominierte ABBA die Punktewertung und belegte unter den 17 teilnehmenden Ländern schließlich mit deutlichem Vorsprung den 1. Platz. Dieser Sieg war der Beginn ihrer internationalen Karriere. Die Single Waterloo wurde in 54 Ländern veröffentlicht und erreichte in vielen davon vordere Plätze in den Hitparaden. Sie verkaufte sich über 5 Millionen Mal und wurde sogar in den USA zum Top-Ten-Hit. Nach diesem Erfolg erschien in einigen Ländern auch das Album Waterloo, das sich allerdings bis auf wenige Ausnahmen nicht besonders erfolgreich in den Charts platzieren konnte.
Die ebenfalls im April 1974 veröffentlichte Single Honey, Honey war nur noch in Deutschland, Österreich und der Schweiz erfolgreich. Im Sommer 1974 war Aufnahmebeginn für ein nächstes Gruppenalbum, aus dem schon im November die erste Single So Long ausgekoppelt wurde. Zur selben Zeit startete ABBA ihre erste größere Europatournee, bei der die Gruppe zwischen 18. und 30. November 1974 auch in sieben deutschen Städten gastierte, u. a. in Frankfurt, Bremen und Hannover. Die Begeisterung beim Publikum war allerdings zurückhaltend, und der erhoffte Erfolg außerhalb Skandinaviens blieb zunächst noch weitgehend aus. Keines der Konzerte war ausverkauft; in der Wiener Stadthalle war beispielsweise weniger als ein Viertel der vorhandenen Plätze belegt. Das Konzert in Düsseldorf sowie das einzige in der Schweiz angesetzte Konzert wurden wegen des schwachen Vorverkaufs sogar abgesagt.
Es gab auch Fernsehauftritte in der DDR. Im November 1974 trat ABBA in der Fernseh-Unterhaltungssendung Ein Kessel Buntes auf. Die Band präsentierte die drei Titel Waterloo, So Long und Honey Honey sowie einen Ausschnitt von Waterloo in der deutschsprachigen Version. Es war einer der wenigen Bühnenauftritte, bei denen Andersson mit auf der Bühne stand und nicht am Klavier saß. Ebenfalls im November 1974 gastierte die Band in der Jugendfernsehsendung Rund des Fernsehsenders DDR 1.

### Rückschläge und Rückkehr in die Charts (1975)

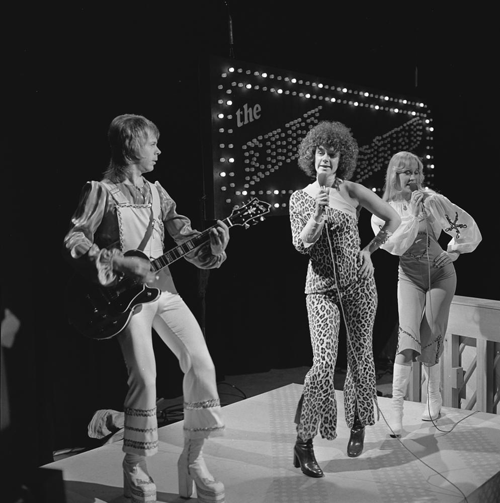
ABBA auf Promotion-Tour (1975)

In Schweden war ABBA weiterhin sehr populär. Auch die Konzerte auf ihrer Tournee durch Skandinavien im Januar 1975 waren alle ausverkauft. Auf der anderen Seite begann die heimische Presse jedoch zunehmend eine kritische Haltung gegenüber der aufstrebenden Popgruppe einzunehmen, da deren Meinung nach die Gruppe „zu kommerziell“ und die Musik „zu oberflächlich und unkritisch“ war. Nach wie vor arbeitete keiner der Künstler ausschließlich in diesem Gruppenverband, sondern jeder hielt sich zunächst weitere Optionen für seine eigene Karriere offen. So veröffentlichten Fältskog und Lyngstad 1975 jeweils ein schwedisches Soloalbum; außerdem wirkte Lyngstad als Hintergrundsängerin bei der Produktion des Songs Moviestar von Harpo mit.
Die dritte Gruppen-LP mit dem schlichten Titel ABBA erschien am 21. April 1975. Bis Jahresende wurden in Schweden 450.000 Exemplare verkauft, mehr als von jedem anderen Album zu dieser Zeit. Außerhalb Skandinaviens war es jedoch ein Ladenhüter, und es schien, als wäre die internationale Karriere von ABBA schnell wieder beendet. Die zeitgleich veröffentlichte Single I Do, I Do, I Do, I Do, I Do erreichte zunächst lediglich in der Schweiz und in Südafrika Platz 1 der Hitparaden. Auf dem für Popgruppen sehr wichtigen und einflussreichen britischen Markt stießen jedoch weder die Singles noch das neue Album auf große Resonanz, da die Gewinner des „Grand Prix“ dort als One-Hit-Wonder galten. Währenddessen hatte ABBA auf ihrer Folkpark-Tournee durch Schweden im Sommer 1975 eine Vielzahl von Zuschauern und stellte beispielsweise im Stockholmer Vergnügungspark Gröna Lund mit über 19.000 Zuschauern einen Besucherrekord auf. Parallel dazu erschien SOS als dritte Single aus dem Album. Dieser neuartige Poptitel erreichte unter anderem Platz 6 der britischen Charts sowie Platz 1 in Deutschland und war sowohl vom Arrangement als auch von der Soundqualität nun richtungweisend für ABBAs weitere Songproduktionen.
Neben den Fernsehauftritten, mit denen die Gruppe stets für ihre neuen Alben und Singles warb, wurden zu vier Liedern aus dem neuesten Album Musikvideos produziert, die vor allem für die Ausstrahlung in Ländern außerhalb Europas gedacht waren. Als Mamma Mia im August 1975 in der australischen Musiksendung Count Down gezeigt wurde, gingen beim Fernsehsender ABC zahlreiche Anrufe mit der Bitte um wiederholte Ausstrahlung ein. Die Anfrage des australischen Plattenlabels RCA bei Polar Music für die Veröffentlichung der entsprechenden Single wurde zuerst abgelehnt, da Stig Anderson der Ansicht war, dass bereits genug Singles aus dem Album ausgekoppelt seien und diese das Album ABBA im Gesamten bewerben sollten. Die Veröffentlichung von zu vielen Singles würde nur bewirken, dass der Gewinn durch Alben zurückgehe, welche die Haupteinnahmequelle der Plattenfirma seien. Die Anfragen von RCA sowie die immense Nachfrage des australischen Publikums ließen jedoch nicht nach, weswegen Polar Music letztendlich einer Singleveröffentlichung zustimmte.
Durch das rasant gestiegene Interesse an der bis dahin unbekannten schwedischen Gruppe erreichte I Do, I Do, I Do, I Do, I Do im Oktober 1975 die australische Chartspitze. Drei Wochen später löste Mamma Mia sie ab und belegte für zehn Wochen Platz 1, wodurch sie zu einer der erfolgreichsten Singles des Jahres wurde. In der Folge erschien Mamma Mia auch international und kam unter anderem in Deutschland und Großbritannien ebenfalls bis an die Spitze der Charts. Zudem veröffentlichte die Gruppe im November 1975 ihre erste Kompilation mit dem Titel Greatest Hits, in einigen Ländern als The Best of ABBA. Dieses Album verhalf ABBA auch auf dem LP-Markt zum internationalen Durchbruch und wurde zu einem der größten Verkaufserfolge ihrer Karriere. Allein in Schweden hielt es die Spitzenposition der Albumcharts für acht Wochen und verkaufte sich fast 300.000 Mal. In Großbritannien wurde es zum zweit-erfolgreichsten Album der 1970er, während es in Australien mit über einer Million verkauften Exemplaren einen neuen Verkaufsrekord aufstellte. 1981 war es in einer offiziellen Statistik von Polar Music mit über 7 Millionen Exemplaren das meistverkaufte Album der Gruppe.

### Höhepunkt der internationalen Karriere (1976–1977)

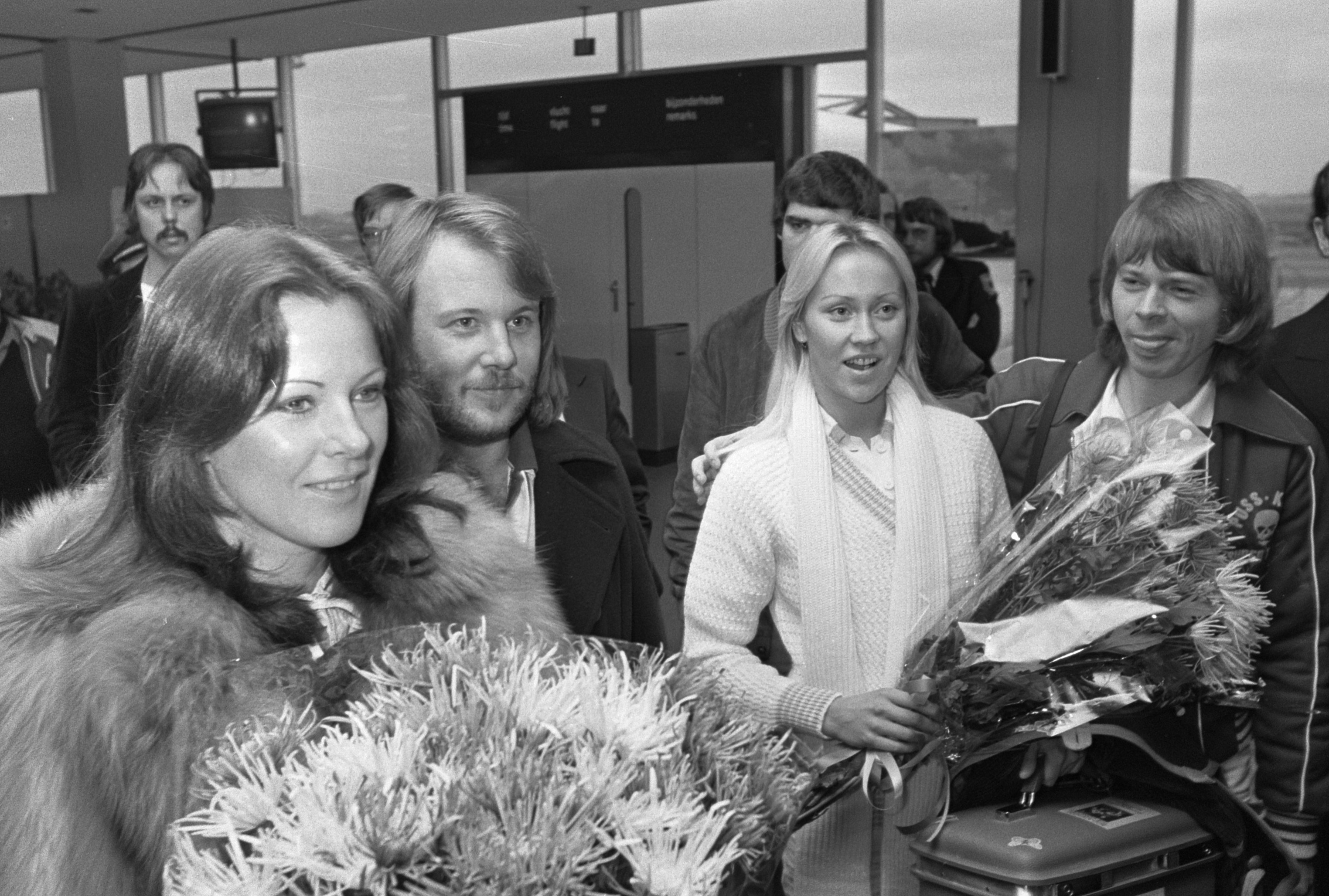
ABBA am Flughafen Amsterdam-Schiphol, 1976

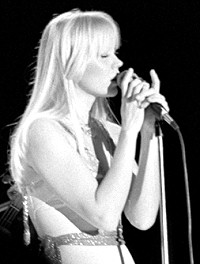
Agnetha Fältskog in der Ekeberghall in Oslo am 28. Januar 1977

Mit dem großen Erfolg von Mamma Mia und Greatest Hits begann 1976 die erfolgreichste Zeit von ABBA. Die große Popularität der Gruppe führte in Australien und Großbritannien zur Abbamania bzw. zum „ABBA-Fieber“. Als erste Single des Jahres veröffentlichte ABBA im März 1976 das neue Stück Fernando. Dieser Song war zuvor mit schwedischem Text für Lyngstads Soloalbum Frida ensam („Frida allein“) geschrieben worden. In seiner englischen ABBA-Version wurde Fernando zu einem weltweiten Hit und verkaufte sich allein in Deutschland über 600.000 Mal. Hier hatte die Gruppe im selben Jahr vier Nummer-eins-Singles, was zuvor nur den Beatles gelungen war. Als eine der ersten Singles in Deutschland wurde Fernando vom Bundesverband der Phonographischen Wirtschaft mit einer Goldenen Schallplatte ausgezeichnet, während sie in Australien 14 Wochen hintereinander Platz 1 belegte und zur bis dahin meistverkauften Single des Landes wurde.
Auch durch Promotionreisen und TV-Specials stieg die internationale Beliebtheit der Band. In Australien hatte die Fernsehshow The Best of ABBA bei ihrer Ausstrahlung eine Einschaltquote von 58 Prozent und damit mehr als die Übertragung der Mondlandung 1969. Die deutsche TV-Sendung Musikladen widmete ABBA als einziger Band eine komplette Folge und in Schweden wurde das TV-Special ABBA-Dabba-Doo produziert, welche das Publikum zur besten Sendung 1976 kürte. Zahlreiche Fernsehauftritte in Europa, wie den britischen Top of the Pops oder der deutschen Disco, warben für die Singles der Gruppe.
Mehrmals reiste sogar ein australisches TV-Team nach Stockholm, um die vier Schweden zu interviewen. Mit der australischen Niederlassung des japanischen Elektrogeräteherstellers Panasonic, seinerzeit dort unter dem Markennamen National aktiv, schloss ABBA im Sommer 1976 einen Vertrag für eine umfangreiche Werbekampagne, in der die vier Schweden als Testimonials eingesetzt wurden. ABBA erhielt für diesen Werbevertrag laut Zeitungsberichten eine Million australische Dollar. Neben fünf verschiedenen Werbespots, in denen ein Werbesong zur Melodie von Fernando zu hören ist, gab es auch Anzeigen, Prospekte und weitere Werbemittel mit Motiven der Bandmitglieder.
Am 18. Juni 1976 führte ABBA in der Königlichen Oper in Stockholm ihren neuen Titel Dancing Queen auf, der eigentlich seit Jahresbeginn fertig und bereits im deutschen TV präsentiert worden war. Es war der Vorabend der Hochzeit des schwedischen Königs Carl Gustaf und seiner Verlobten Silvia Sommerlath, an dem sich die vier Mitglieder in spätbarocken Kostümen präsentierten. Dancing Queen erschien am 16. August 1976 auf dem Markt und wird häufig als der typischste, eingängigste und populärste Disco-Poptitel der Gruppe bezeichnet. Auf dem Cover wurde erstmals das ABBA-Logo mit dem spiegelverkehrten „B“ verwendet. Auch diese Single avancierte zum Bestseller und verkaufte sich weltweit über 6 Millionen Mal. In Australien, Großbritannien und Schweden stieg sie innerhalb weniger Wochen auf die Spitzenposition und erreichte im April 1977 als erster und einziger ABBA-Titel Platz 1 der US-Charts.
Am 11. Oktober 1976 brachte die Gruppe das Album Arrival auf den Markt, das allein in Australien 600.000 Mal vorbestellt war. Auch in Deutschland wurden bereits zum Verkaufsstart über 500.000 Stück an den Handel ausgeliefert, während Polen sein Kontingent von 800.000 Schallplatten mit „Westmusik“, die jährlich importiert werden durften, nur für dieses eine Album verwendete. Die Gruppe reiste sogar extra nach Polen, um für Arrival zu werben und produzierte ein eigenes TV-Special. In anderen Ostblockländern war ABBA ebenfalls sehr beliebt und musikalisch erfolgreich. Jedoch hielt sich ihr kommerzieller Erfolg dort in Grenzen, da die jeweiligen Landeswährungen nur beschränkt konvertierbar waren. Durch weitere Promotionreisen in die USA, nach Deutschland, Frankreich, Großbritannien und in die Niederlande wurden die neuen Singles Money, Money, Money und Knowing Me, Knowing You ebenfalls zu internationalen Hits. In den Niederlanden hatte ABBA mittlerweile mehr Platten verkauft als jede andere Band zuvor.
Die ABBA-Welttournee durch Europa und Australien wurde seit November 1976 vorbereitet und war bereits seit Monaten überall ausverkauft. Allein für die zwei Konzerte in der Royal Albert Hall in London am 14. Februar 1977 mit insgesamt 12.000 Plätzen gab es mehr als 3,5 Millionen Ticketanfragen. Die Europatour begann am 28. Januar 1977 in Oslo und umfasste 16 weitere Konzerte in Schweden, Dänemark, Deutschland, Belgien, den Niederlanden und Großbritannien vor über 84.000 Zusehern. Darunter waren auch weitere fünf Konzerte in Deutschland, u. a. in Essen und Köln.
In Australien erreichte die Abbamania ihren Höhepunkt: Die Gruppe gab innerhalb von neun Tagen insgesamt elf Konzerte in Sydney, Melbourne, Adelaide und Perth, die allesamt ausverkauft waren und 145.000 Zuschauer hatten. Dies entsprach damals 1 Prozent der australischen Bevölkerung und stellte die bis dahin größte Konzertreise in diesem Land dar. Da sechs Freiluftkonzerte darunter waren, verfolgten außerhalb der Absperrungen viele tausend weitere Zuschauer die Auftritte. Daneben entstand unter der Regie von Lasse Hallström der Spielfilm ABBA – Der Film, der ursprünglich nur eine Tourneedokumentation werden sollte. Neben der Haupthandlung um den Reporter Ashley sind daher viele Konzertmitschnitte aus Australien und Eindrücke der dort herrschenden Fanhysterie zu sehen.
Als die Band nach ihrer Tournee nach Schweden zurückkehrte, widmeten sich die Musiker vor allem weiteren Dreharbeiten sowie der Komposition neuer Lieder. Aufgrund ihrer vielfachen Verpflichtungen waren sie einem zunehmenden Zeitdruck ausgesetzt. Fältskog arbeitete trotz ihrer zweiten Schwangerschaft bis zu zwölf Stunden täglich, was im Sommer 1977 beinahe zu einer Fehlgeburt geführt hätte. Die Arbeiten am fünften ABBA-Album verzögerten sich daher um einige Wochen. Als erstes Lied der neuen Platte wurde im Oktober 1977 The Name of the Game veröffentlicht, das als sechste ABBA-Single die britische Chartspitze erreichte.
ABBA – The Album erschien am 12. Dezember 1977 zunächst in Skandinavien. Während Arrival ein typisches Pop-Album mit Disco-Klängen war, waren auf der neuen LP überwiegend „reifere“ Songs zu hören. In der Umgebung Stockholms wurden vier Presswerke beauftragt, um insgesamt 760.000 Exemplare des Albums herzustellen. Die Weltpremiere von ABBA – Der Film, an der auch der Bandmanager Stig Anderson teilnahm, fand am 15. Dezember 1977 in den australischen Städten Sydney und Perth statt. Die Begeisterung für ABBA hatte in Australien allerdings merklich nachgelassen, weswegen der Film keine großen Einnahmen an den Kinokassen erzielte. Europapremiere war am 26. Dezember 1977 in Stockholm.

### Promotionreisen und erste private Krisen (1978)
Zu Beginn des Jahres 1978 zog sich vor allem Fältskog vermehrt aus der Öffentlichkeit zurück. Das große mediale Interesse am neuen ABBA-Album machte aufwendige Promotiontouren nicht notwendig, so dass die Band erst im Februar 1978 nach Großbritannien reiste, um der Premiere von ABBA – Der Film beizuwohnen. Die Single Take a Chance on Me und ABBA – The Album belegten mittlerweile beide die Spitze der britischen Charts und wurden mit Platin ausgezeichnet. Im Anschluss unternahm ABBA auch eine Promotiontour in Deutschland, wo das Album mit Gold ausgezeichnet wurde. Als letzte Single aus dem Album erschien im Mai 1978 Eagle, dessen Spieldauer für diese Veröffentlichung auf eine „radiofreundliche“ Länge reduziert wurde. Zur selben Zeit befand sich die Ehe von Fältskog und Ulvaeus bereits in einer schweren Krise. Die Spannungen führten auch zu lautstarken Auseinandersetzungen der beiden im Aufnahmestudio, was die Zusammenarbeit massiv erschwerte.
Trotz der schwierigen Situation innerhalb der Band reiste ABBA Ende April 1978 für zwei Wochen in die USA. Nachdem drei Promotionreisen in den vergangenen Jahren hier nicht den gewünschten Durchbruch gebracht hatten, arbeitete Stig Anderson zusammen mit Atlantic Records eine 500.000 US-Dollar teure Werbekampagne aus. Am Sunset Strip in Los Angeles wurde eine Reklametafel angebracht, die ABBA als umsatzstärkste Band in der Geschichte der Studiomusik anpries. Zudem trat die Gruppe in einer Show mit Olivia Newton-John und Andy Gibb auf, in der sie eine Jam-Session abhielt und einige ihrer Songs präsentierte. Besonders Take a Chance on Me profitierte davon, erreichte Platz 3 der Billboard Hot 100 und wurde mit Gold ausgezeichnet. Auch die beiden Alben Greatest Hits und ABBA – The Album stiegen in die US-Charts ein und erreichten Platin-Status. Zwischen Mai 1977 und Mai 1978 erwirtschaftete Polar Music hauptsächlich mit ABBA einen Gewinn von 50 Millionen Kronen, was laut Billboard-Magazin umgerechnet 12 Millionen $ entsprach.
Am 18. Mai 1978 eröffneten die Polar Music Studios in der Eriksgatan in Stockholm. Nachdem die bisherigen Aufnahmen für ihr nächstes Album wenig zufriedenstellend verlaufen waren, bot sich der Band nun ein beständiges Arbeitsumfeld. Seit Jahresbeginn waren mehrere Songs komponiert und produziert, viele davon aber auch wieder verworfen worden. Auch die Eheprobleme von Fältskog und Ulvaeus überschatteten die Aufnahmen. Im Sommer 1978 unternahmen sie eine Paartherapie, die aber keine Änderung der Situation bewirkte. Der Öffentlichkeit gegenüber traten die beiden zunächst weiterhin als Paar auf. Im September 1978 wurde Summer Night City als erster Song der Aufnahmesessions veröffentlicht. Diese Single erreichte aber nicht die aus den vergangenen Jahren gewohnten Charterfolge, so dass der Song auch nicht für die geplante LP berücksichtigt wurde. Jerry Greenberg, der zuständige Manager bei Atlantic Records, wollte die Single in den USA erst gar nicht veröffentlichen, solange kein Album angekündigt wurde.
Am 6. Oktober 1978 heirateten Lyngstad und Andersson nach neunjähriger Verlobung. Einen Monat später unternahm ABBA eine weitere Promotionreise nach Japan, wo neben Fernsehauftritten, Radio- und Fernsehinterviews ein eigenes TV-Special gedreht wurde, das die Popularität der Band in Japan erhöhte. Bis zum Erscheinen ihres nächsten Albums wurden in Japan mehr als 5 Millionen ABBA-Tonträger verkauft. Am 25. Dezember 1978 verließ Fältskog mit ihren Kindern die gemeinsame Villa mit Ulvaeus und zog in das nahegelegene Gästehaus von Polar Music. Vorerst hatte die private Trennung von Ulvaeus und Fältskog aber keine Auswirkungen auf den Fortbestand der Gruppe.

### Neue Welthits und letzte große Erfolge (1979–1980)

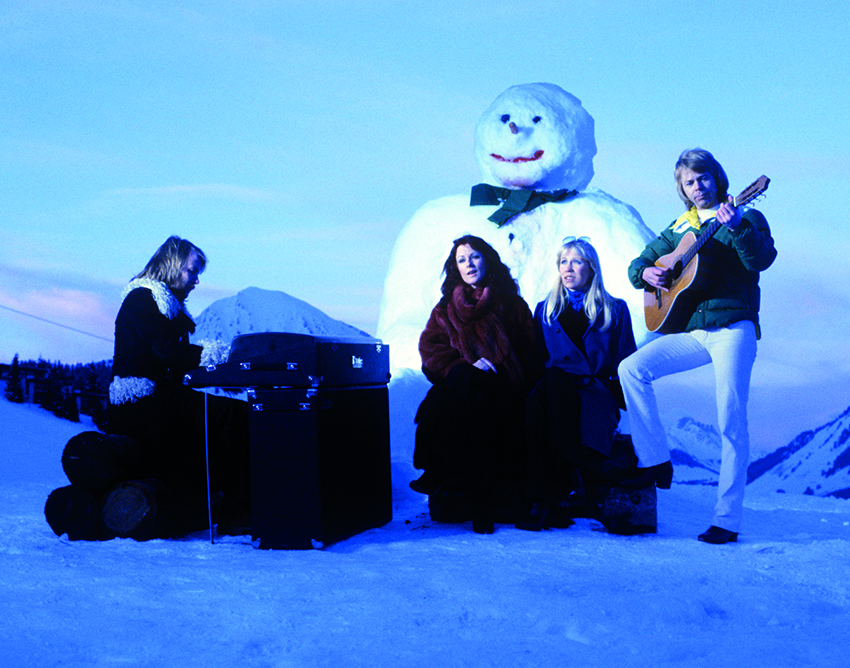
Musikvideo “Chiquitita” (1979)

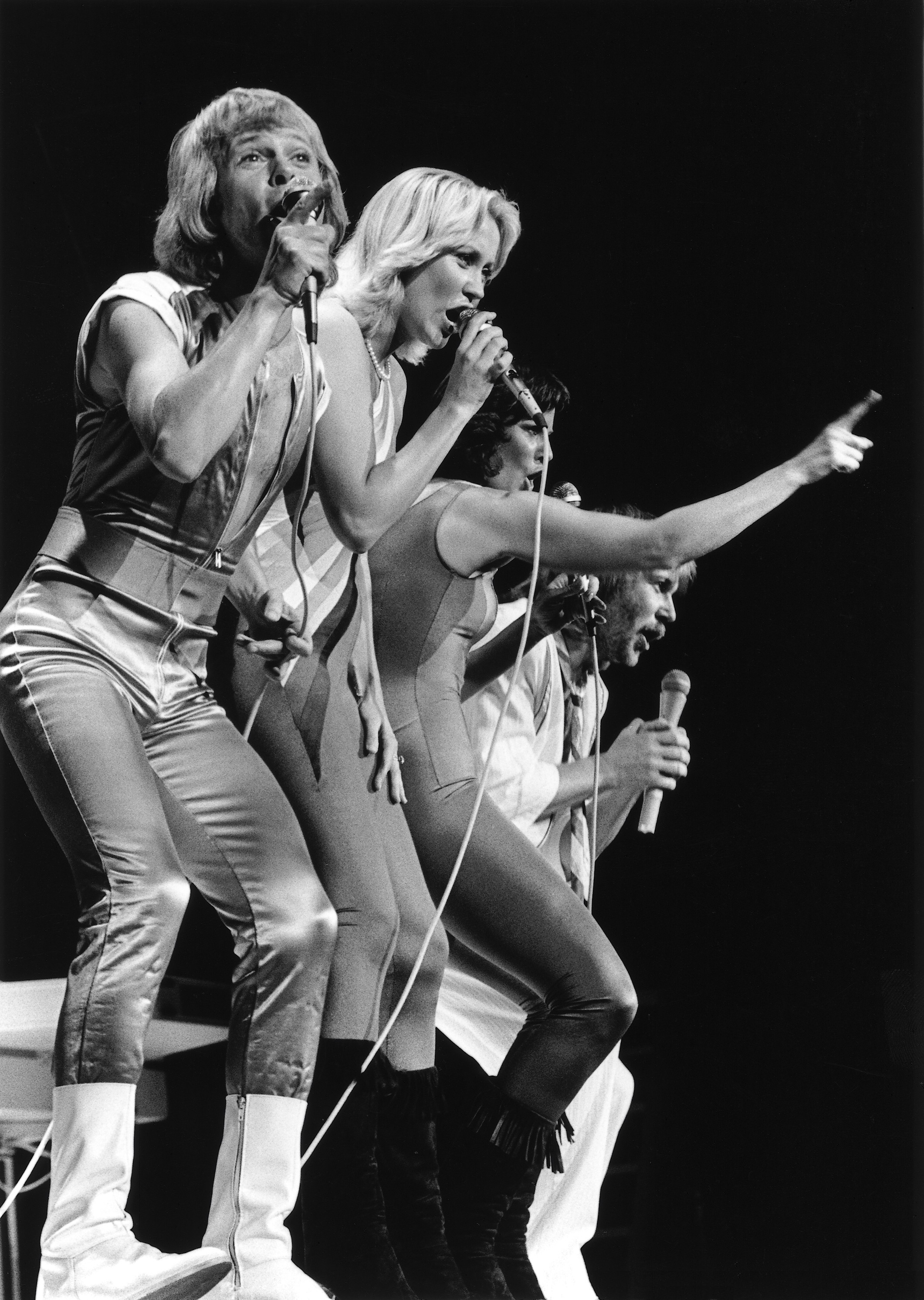
ABBA am 13. September 1979 in Edmonton

Am 8. Januar 1979 stellte die Gruppe im Rahmen einer UNICEF-Gala in New York ihren neuen Song Chiquitita offiziell vor, der eine Woche später als Single veröffentlicht wurde. Da viele Kritiker bereits nicht mehr an eine erfolgreiche Fortsetzung der ABBA-Karriere geglaubt hatten, war es für die Gruppe zu diesem Zeitpunkt enorm wichtig, wieder einen Welthit zu veröffentlichen. Aufgrund seines lateinamerikanischen Einflusses nahm ABBA Chiquitita auch mit spanischem Text auf. Diese Version wurde zu einem der größten Hits Lateinamerikas bis dahin und verkaufte sich allein in Argentinien über 500.000 Mal. Auch in vielen europäischen Ländern wurde der Song ein Hit, so beispielsweise in Spanien, wo die Single Platz 1 erreichte und für 100.000 verkaufte Stück mit einer Goldenen Schallplatte ausgezeichnet wurde. Die gesamten Einnahmen aus dem Verkauf dieser Single spendete ABBA an UNICEF, die seither auch Inhaber der Lizenzrechte an diesem Lied ist. Bis 2004 brachte es der Organisation schätzungsweise eine Million Pfund ein.
Im Februar 1979 reiste ABBA für einige Tage in die Schweiz, um das Fernsehspecial ABBA in Switzerland zu drehen, wobei u. a. ein Musikvideo für Chiquitita entstand. Die Gruppe stellte im Rahmen der Bühnenauftritte auch einige Lieder ihres neuen Albums Voulez-Vous vor. Die neue LP erschien am 23. April 1979 und enthielt acht Lieder, die vom Arrangement schon weitgehend den damaligen Disco-Songs entsprachen. Neben Chiquitita befand sich mit I Have a Dream lediglich eine weitere Ballade auf der Titelliste. Im Laufe des Jahres wurden drei Singles aus dem Album ausgekoppelt, darunter Does Your Mother Know und Voulez-Vous, die in mehreren Ländern weltweit in die Top 10 der Charts gelangten. Das Album erreichte neben Schweden und Großbritannien auch in Japan die Spitze der Albumcharts. Im Herbst 1979 erschien außerdem die Kompilation Greatest Hits Vol. 2, einhergehend mit der neuen Single Gimme! Gimme! Gimme! (A Man After Midnight), die in sechs Ländern die Charts anführte.
Im Spätsommer 1979 begab sich ABBA auf eine weitere große Tournee mit sehr aufwendiger Bühnenkulisse, die sie zunächst nach Nordamerika und Europa führte. Sie begann am 13. September 1979 in Edmonton (Kanada) vor 15.000 Zuschauern und umfasste 25 Songs, hauptsächlich von ihren Alben Arrival, The Album und Voulez-Vous. Während dieser Tournee kam es zu einem folgenschweren Zwischenfall: Am 3. Oktober 1979 flog die Gruppe von New York nach Boston und geriet dabei in schwerste Unwetter, sodass das Flugzeug beinahe abgestürzt wäre. Es landete in der US-amerikanischen Stadt Manchester und die Gruppe setzte die Reise in einem Van fort, wodurch das Konzert in Boston erst mit 90-minütiger Verspätung beginnen konnte. Obwohl Fältskog, die seit Jahren unter Flugangst litt, abends auf der Bühne stand, war sie am nächsten Tag noch so traumatisiert, dass das nächste Konzert in Washington D.C. abgesagt werden musste. Auch an einem Empfang im Weißen Haus am 5. Oktober 1979 konnte Fältskog aufgrund der Nachwirkungen ihrer Angstattacke nicht teilnehmen.
Mitte Oktober startete die dritte Europatournee von ABBA in Göteborg in Schweden und führte sie für weitere fünf Konzerte auch nach Deutschland, darunter Dortmund und Böblingen bei Stuttgart. Die Tournee endete am 15. November 1979 mit dem Abschlusskonzert in Dublin und war in fast 40 Konzerten, die während der beiden Abschnitte stattgefunden hatten, von über 300.000 Zuschauern verfolgt worden. Die insgesamt sechs Konzerte in der Wembley Arena in London wurden überdies gefilmt und für die Dokumentation ABBA In Concert zusammengeschnitten. Ein Mitschnitt des kompletten Konzerts vom 10. November 1979 wurde 2014 unter dem Titel ABBA Live at Wembley Arena als Doppel-CD veröffentlicht. Im März 1980 unternahm die Gruppe noch eine Tournee durch Japan, wo sie u. a. sechsmal im Nippon Budōkan in Tokio auftraten. Die insgesamt elf ausverkauften Konzerte wurden von mehr als 100.000 Zuschauern verfolgt.
Anfang 1980 reisten Andersson und Ulvaeus nach Barbados und begannen dort auch Lieder für ein neues Album zu komponieren. Währenddessen nahmen Fältskog und Lyngstad acht weitere ABBA-Songs mit spanischen Texten auf, nachdem 1979 auch I Have a Dream in seiner spanischen Fassung (Estoy soñando) veröffentlicht worden war und sich wie Chiquitita sehr gut in spanischsprachigen Ländern verkauft hatte. Im Juni 1980 erschien das Album Gracias por la música, das insbesondere für den lateinamerikanischen Markt hergestellt worden war und alle zehn bis dahin aufgenommenen Lieder der Gruppe mit spanischen Texten enthielt. Obwohl Ulvaeus und Andersson an diesem Projekt nur wenig beteiligt waren, wurde das Album ein großer Erfolg. Es erreichte in Argentinien, Mexiko und Spanien die Top Five der Albumcharts und kam in Japan in die Top 30.
Die Aufnahmen für das nächste Album Super Trouper begannen im Februar 1980 und gingen vergleichsweise zügig voran. Bereits im Juli 1980 erschien mit The Winner Takes It All die erste Single aus diesen Sessions, und sie wurde in 21 Ländern zum Top-Ten-Hit, darunter auch in den USA. Der Song wird oft zu den ABBA-Songs mit dem besten Text gezählt, obwohl der Songschreiber Björn Ulvaeus laut eigenen Angaben lediglich eine Stunde dafür benötigt hatte. Fältskog und Ulvaeus wurden am 2. Juli 1980 offiziell geschieden. Das neue Album wurde am 3. November 1980 veröffentlicht und war allein in Großbritannien 1 Million Mal vorbestellt, was es letztlich zum meistverkauften Album des Jahres machte. Der Titel bestand bereits, als die Idee des gleichnamigen Liedes noch nicht aufgekommen war. Bis Jahresende wurden weltweit 4 Millionen Exemplare der LP verkauft. Auch die Single Super Trouper war in vielen Ländern ein Nummer-eins-Hit, darunter in Deutschland und Großbritannien.

### Ende der aktiven Zeit (1981–1982)
Nachdem die Scheidung von Fältskog und Ulvaeus im Juli 1980 rechtskräftig geworden war, trennten sich im Februar 1981 auch Lyngstad und Andersson. Dennoch wollten die vier Mitglieder ihre gemeinsamen Projekte nicht aufgeben und so begann ABBA im März 1981 die Aufnahmen zu ihrem achten und für 40 Jahre letzten Album The Visitors. Bereits im April 1981 wurden in einem TV-Special mit dem US-amerikanischen Moderator Dick Cavett zwei neue Songs aus den Sessions vorgestellt. Die LP erschien schließlich am 30. November 1981 und enthielt neun Stücke, mit denen die Gruppe ihren Musikstil deutlich weiterentwickelt hatte. Die Songs klingen zum Teil schwermütig und düster; die Texte sind tiefgründig, erzählen von Abschiedsschmerz und Kriegsangst. Selbst die Lieder mit fröhlicheren Elementen haben einen melancholischen Unterton. Kein Lied auf dem Album wurde von Fältskog und Lyngstad durchgängig gemeinsam gesungen, lediglich im Refrain der Lieder sind beide zu hören. Mit Like an Angel Passing Through My Room wurde erstmals ein Song komplett von Lyngstad allein gesungen. Mit der Single One of Us konnte sich ABBA überdies ein letztes Mal in den britischen Top Five und an der deutschen Chartspitze platzieren. Das Album The Visitors war eine der ersten Audio-CDs in der Musikgeschichte.
Im Januar 1982 unterstützte ABBA zusammen mit Künstlern wie Paul McCartney und Frank Sinatra sowie hochrangigen Politikern wie dem damaligen US-Präsidenten Ronald Reagan, der britischen Premierministerin Margaret Thatcher und dem damaligen deutschen Bundeskanzler Helmut Schmidt die Initiative Let Poland be Poland, die im Rahmen einer Benefiz-Gala vom amerikanischen Fernsehen in über 40 Länder übertragen wurde. Dabei wurden die kommunistischen Staatsführungen der Volksrepublik Polen und der UdSSR u. a. für ihre Repressionen gegen die polnische Freiheits- und Streikbewegung Solidarność kritisiert. Andersson erwähnte in seiner Botschaft indirekt auch Unterdrückungen in El Salvador durch die US-Regierung, die aus dem fertigen Beitrag aber kurzfristig herausgenommen wurde.
Im Frühjahr 1982 ging ABBA ein weiteres Mal als Gruppe ins Studio, um ein neues Album aufzunehmen. Doch schnell verließ die vier die Lust an dem Projekt. Vor der Sommerpause waren lediglich drei Stücke aufgenommen: Just Like That, You Owe Me One und I Am the City. In diesen Aufnahmen kam ihr bisheriger Musikstil wieder mehr zum Ausdruck, es gab mehr gemeinsame Liedpassagen, und die Stücke waren alle wieder etwas fröhlicher. Parallel dazu nahm Lyngstad ihr erstes englisches Soloalbum Something’s Going On mit Phil Collins als Produzent auf, Fältskog spielte in dem schwedischen Film Der Casanova von Schweden (Raskenstam) mit und Andersson und Ulvaeus planten, gemeinsam ein weiteres Musical zu komponieren. Immer häufiger wurde in den Medien nun über eine bevorstehende Trennung der Gruppe spekuliert, was die vier Bandmitglieder zu diesem Zeitpunkt aber stets dementierten.

„Auch wenn die einzelnen ABBA-Mitglieder von Zeit zu Zeit ihre eigenen Projekte haben, besteht keine Absicht, die Gruppe aufzulösen.“

So trafen sich die vier Mitglieder im August 1982 noch einmal im Studio, um weitere Songs aufzunehmen. Von den drei neuen Stücken wurden The Day Before You Came und Under Attack als Singles und auf dem Album The Singles – The First Ten Years veröffentlicht, das im November 1982 erschien. Die Stücke Cassandra und You Owe Me One wurden als B-Seiten der beiden Singles genutzt. Am 6. November 1982 waren die vier ABBA-Mitglieder in der britischen Fernsehsendung The Late Late Breakfast Show von Noel Edmonds zu Gast und wurden im Interview nach ihren Lieblingsliedern gefragt. Fältskog nannte Fernando, Lyngstad Dancing Queen, Andersson Chiquitita und Ulvaeus The Winner Takes It All. In einem späteren Interview sagte Fältskog, dass rückblickend betrachtet The Winner Takes It All ihr Lieblingslied von ABBA sei. In der gleichen Sendung verneinten Andersson und Ulvaeus die Frage nach einer möglichen Trennung der Band, über die bereits in mehreren Zeitungen spekuliert wurde.
ABBAs erster und einziger Live-Auftritt im westdeutschen Fernsehen am 11. November 1982 im Show-Express mit Michael Schanze war ihr vorletzter Bühnenauftritt überhaupt. Ein bereits zwei Jahre zuvor geplanter Auftritt im Showexpress hatte wegen einer Entführungsdrohung an die ABBA-Mitglieder kurzfristig abgesagt werden müssen und war durch eine 20-minütige Live-Schaltung nach Schweden ersetzt worden.
Am 11. Dezember 1982 trat ABBA mit den Liedern I Have a Dream und Under Attack in The Late Late Breakfast Show ein letztes Mal gemeinsam als Gruppe auf. Allerdings waren sie in einem Studio in Stockholm und wurden via Satellit live zugeschaltet. Im Interview kündigten die Künstler „eine Pause“ für ABBA an, was rückblickend jedoch lange Zeit als die Trennung der Band angesehen wurde. Denn nach 1982 arbeiteten die Mitglieder an eigenen Musik-Projekten: Lyngstad (jetzt als Frida) und Fältskog nahmen englischsprachige Soloalben auf, Ulvaeus und Andersson schrieben die Musicals Chess (Texte von Tim Rice) und Kristina från Duvemåla. Offiziell wurde die Band jedoch nicht aufgelöst.

### „Pause“ ab 1983
Seit ihrer Trennung kamen regelmäßig Gerüchte über eine mögliche Wiedervereinigung der Band auf, die von den ehemaligen Mitgliedern jahrzehntelang immer wieder kategorisch ausgeschlossen wurde, obwohl sie in den ersten Jahren nach dem letzten Auftritt weiterhin stets von einer „Pause“ sprachen. So gab Fältskog schon im Mai 1983 in der britischen Fernsehsendung Breakfast Time an, dass ABBA momentan pausierte, jedoch weiter zusammenarbeiten würde. 1984 waren Lyngstad, Ulvaeus und Andersson in der deutschen Fernsehsendung Na sowas! zu Gast, wobei auch Ulvaeus im Interview betonte, dass die vorübergehende Trennung der Gruppe lediglich eine Pause sei, sie allerdings nicht wüssten, wie lange diese Pause dauern würde. 1985 lehnte die Gruppe eine Wiedervereinigung für einen gemeinsamen Auftritt beim Live-Aid-Konzert im Juli dieses Jahres, das von dem Musiker Bob Geldof aus Anlass einer akuten Hungersnot in Äthiopien organisiert wurde, ab.
Im Januar 1986 sang ABBA in der schwedischen Fernseh-Show Här Ar Ditt Liv, die ihrem früheren Manager Stig Anderson gewidmet war, den ersten von ihm produzierten Hit Tivedshambo. Dieser Auftritt wurde im Dachgeschoss der Polar-Music-Büros in Stockholm gedreht und ist der bisher letzte gemeinsame Fernsehauftritt von ABBA. Im August 1986 brachte Polar Music das Album ABBA Live auf den Markt, dessen Songs u. a. auf der Australien-Tour 1977, auf der Welttour 1979 und in der Fernsehshow Dick Cavett meets Abba Ende April 1981 aufgenommen worden waren. Für das Livealbum gab es jedoch keine Promotiontermine mit den früheren Bandmitgliedern, was zu seinem kommerziellen Misserfolg beitrug. Trotzdem führte die Veröffentlichung weltweit zu vielfältigen Spekulationen über eine unmittelbar bevorstehende Wiedervereinigung der Gruppe. Gegen Ende der 1980er waren viele ABBA-Tonträger vergriffen und wurden aufgrund des weitgehend veränderten Musikgeschmacks nicht mehr produziert.
Zu Beginn des Jahres 2000 berichtete die schwedische Boulevardzeitung Aftonbladet, dass ABBA von einem amerikanischen Konsortium ein Angebot über eine Milliarde US-Dollar für eine Welttournee mit 100 Konzerten erhalten und abgelehnt habe. Am 6. April 2004 – dem 30. Jahrestag des „Grand-Prix“-Sieges mit dem Lied Waterloo und dem fünften Jahrestag der Musicalaufführung von Mamma Mia! in London – wurden die vier Musiker zu einer Jubiläumsfeier im Prince Edward Theatre eingeladen. Es kamen aber nur Lyngstad, Andersson und Ulvaeus. Fältskog hatte ihre Teilnahme kurzfristig abgesagt. Nach der Musical-Vorstellung gingen die drei Bandmitglieder auf die Bühne und bekamen von Universal Music eine symbolische Auszeichnung für die Vielzahl verkaufter ABBA-Tonträger überreicht. Wenige Tage zuvor hatte während der Live-Übertragung der Vorausscheidung zum Eurovision Song Contest ein mit Karikatur-Puppen dargestelltes Video (ABBA – The Last Video Ever) Weltpremiere. Obwohl es keinen gemeinsamen Aufnahmetermin gab, sind durch die eingesetzte Produktionstechnik alle vier Bandmitglieder auch wenige Sekunden als Real-Personen im Film zu sehen.
Im März 2010 erschienen Lyngstad und Andersson zur Aufnahme von ABBA in die Rock and Roll Hall of Fame im Waldorf Astoria in New York. In seiner Rede antwortete Andersson auf die Frage der Times, ob die Gruppe vor einem ausgewählten Publikum live auftreten würde, mit: „Klar, warum eigentlich nicht?“ Dies führte erneut zu Spekulationen um ein ABBA-Comeback, insbesondere im Zusammenhang mit der Hochzeit der schwedischen Kronprinzessin Victoria. Genau 34 Jahre zuvor hatte ABBA zu Ehren von Königin Silvia ihren Hit Dancing Queen im schwedischen Fernsehen aufgeführt. Im selben Jahr sagte auch Fältskog in einem Interview, „eine Wiedervereinigung zu einer einmaligen Gelegenheit, vielleicht für einen guten Zweck, ist etwas, was wir meiner Meinung nach alle erwägen könnten.“
2011 wurde erneut über einen möglichen Auftritt bei der Hochzeit von Prinz William und Kate Middleton spekuliert. Der Welt am Sonntag gegenüber sagte Fältskog im November 2013 auf die Frage, ob es anlässlich des 40-Jahre-Jubiläums des Sieges beim Eurovision Song Contest 1974 Pläne für eine Wiedervereinigung gibt: „Ich weiß, dass es einige Pläne gibt.“ (“I know, there are some plans going on.”) Am 14. Dezember 2013 war Björn Ulvaeus bei Wetten, dass..? zu Gast. Auf die Frage der Co-Moderatorin Michelle Hunziker, ob er noch Kontakt zu den anderen Gruppenmitgliedern habe, antwortete er, sie hätten sich zwei Wochen zuvor getroffen und über eine Wiedervereinigung geredet: „Aber leider [gibt es] keine Wiedervereinigung. Ich möchte, dass die Leute uns als die junge, dynamische Gruppe in Erinnerung behalten, die wir einmal waren.“
Am 20. Januar 2016 erschienen alle ABBA-Mitglieder zur Eröffnung der von Ulvaeus mitorganisierten Show Mamma Mia! The Party. Es war das erste Mal seit 1986, dass Fältskog, Lyngstad, Andersson und Ulvaeus nebeneinander öffentlich auftraten. Von der Presse ließen sich die vier allerdings nicht gemeinsam fotografieren. Im Juni 2016 traten alle vier gemeinsam auf einer privaten Party im Hotel Berns in Stockholm auf und sangen das Lied The Way Old Friends Do.
Am 27. April 2018 gaben die vier Mitglieder 35 Jahre nach ihren letzten Aufnahmen überraschend bekannt, zwei neue Songs mit den Titeln I Still Have Faith in You und Don’t Shut Me Down aufgenommen zu haben. Einer davon sollte im Dezember 2018 bei einer von NBC und BBC produzierten TV-Show von Hologrammen der Künstler mit deren Aussehen aus dem Jahr 1979 aufgeführt werden. Ab Frühjahr 2019 sollten diese Hologramme eine Tournee, unter anderem in Australien, absolvieren. Letztendlich fanden 2018 weder die Veröffentlichung noch die angekündigte Hologramm-Tournee statt. Auch 2019 und 2020 wurde die Veröffentlichung der neuen Songs wiederholt verschoben.

### Comeback 2021

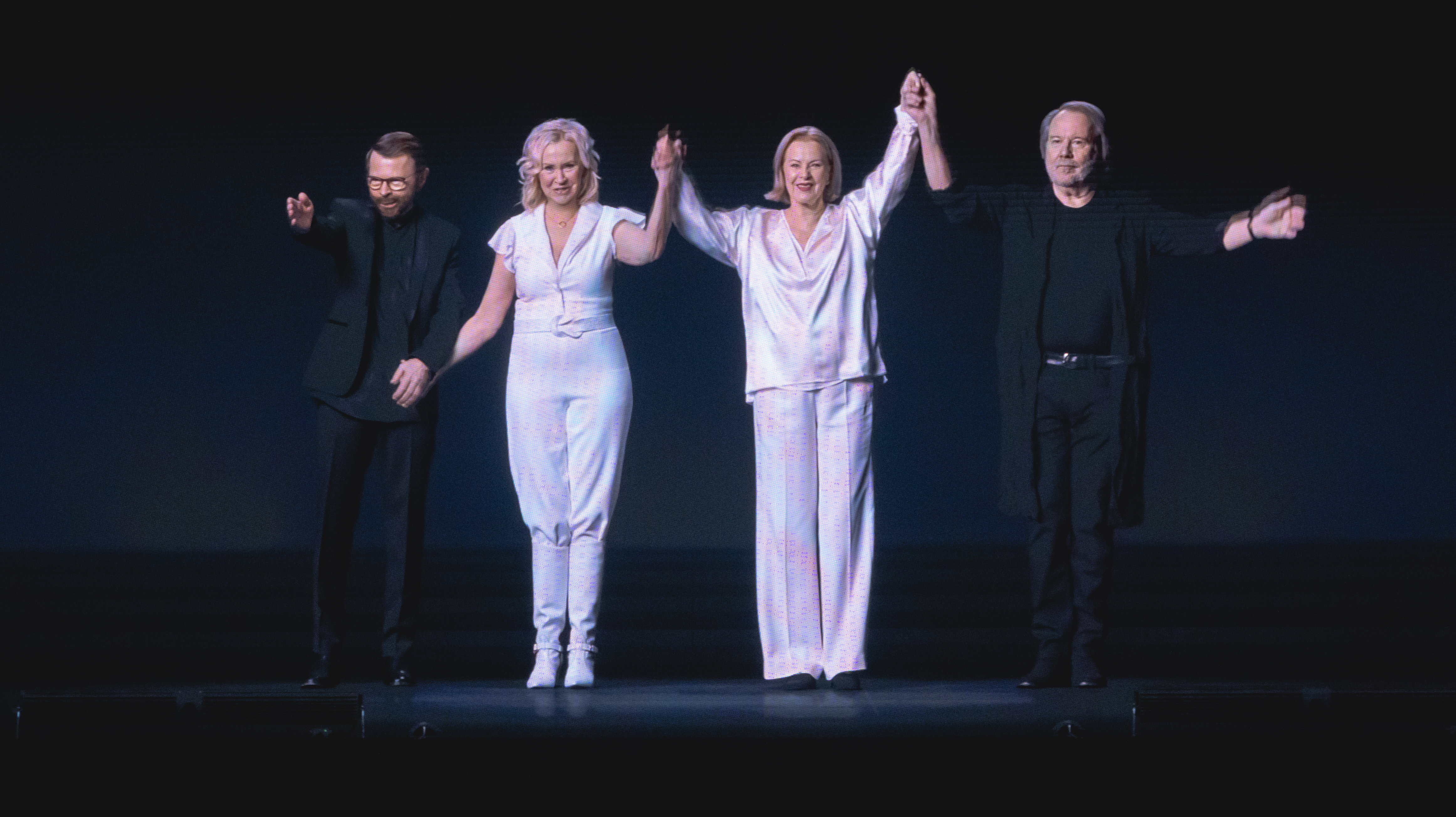
ABBA (um 2018) in einem Video am Ende des Konzerts ABBA Voyage

Im Mai 2021 sagte Björn Ulvaeus in einem Interview mit der New York Times, dass im Herbst des Jahres neue Musik von ABBA erscheinen werde. Im September 2021 wurden in einem per Internet übertragenen Live-Event erstmals die beiden neuen Lieder I Still Have Faith in You und Don’t Shut Me Down präsentiert und am selben Tag als Singles veröffentlicht. Die Veröffentlichung des Studioalbums Voyage, das erste von ABBA seit The Visitors aus dem Jahr 1981, wurde für November 2021 angekündigt. Beide Singles schafften es nur wenige Tage nach Veröffentlichung in die Top 20 der britischen Charts und erreichten in verschiedenen weiteren Ländern Europas die Top Ten, in der Schweiz und in Schweden die Spitzenposition.
Mit Just a Notion erfolgte im Oktober 2021 die dritte Singleauskopplung aus dem Studioalbum. Dabei handelt es sich um ein ursprünglich bereits für das Album Voulez-Vous geplantes Lied, das 1978 aufgenommen worden war. Für das neue Album wurde das Lied kompositorisch überarbeitet; der Gesangspart wurde aus den Aufnahmen von 1978 übernommen. Die Promotiontour für das Comeback wird ausschließlich von Ulvaeus und Andersson betrieben, dies galt seitens Fältskog und Lyngstad als Voraussetzung für die Studioaufnahmen und die Konzertreihe.
Im November 2021 erschien das Album als neuntes Studioalbum. Im Zuge der Produktion kam es zu einem Brand einer Druckmaschine, sodass etliche Schuber der Vinylfassung beschädigt und eine Charge gänzlich vernichtet wurde. Vorbesteller mussten deshalb auf ihr Albumexemplar warten und erhielten als Alternative einen Downloadlink für das Album. Im Zuge der Promotion gab die Band bekannt, dass das Album ihr letztes sein solle und keine weiteren Veröffentlichungen mehr geplant seien. Das Album belegte unter anderem in Deutschland und im Vereinigten Königreich Platz eins der Charts. In beiden Ländern wurden in der Debütwoche jeweils über 200.000 Einheiten des Albums verkauft, womit es sich in Deutschland öfter als die restlichen Alben der Hitparade zusammen verkaufte.

## Nachwirkung

### Das ABBA-Revival in den 1990er Jahren

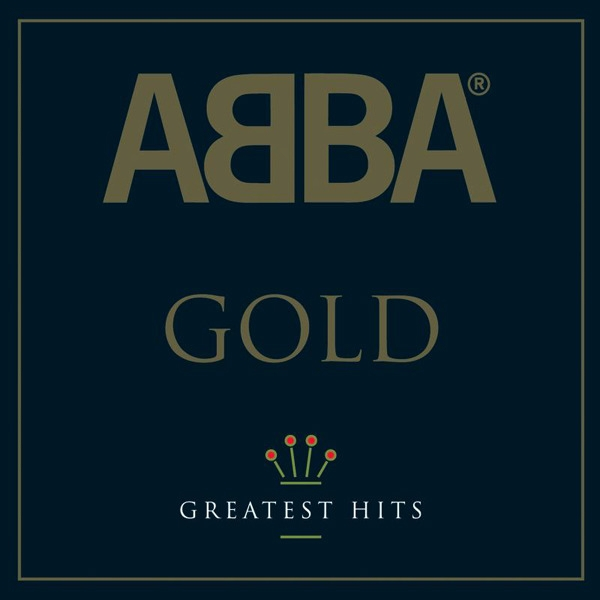
Cover von ABBA Gold

Am 1. Juni 1992 veröffentlichte das britische Synthie-Pop-Duo Erasure die EP-Single Abba-esque mit Coverversionen der vier ABBA-Songs Lay All Your Love on Me, SOS, Take a Chance on Me und Voulez Vous. Die Single erreichte unter anderem Platz 1 im Vereinigten Königreich, Platz 2 in Deutschland (insgesamt 30 Wochen in den Charts), Platz 1 in Österreich (8 Wochen) und Platz 3 in der Schweiz. Infolge dieses unerwarteten Erfolges wurden nachfolgend ebenso ABBA-Songs von verschiedenen Künstlern gecovert. Künstler wie U2, Nirvana, R.E.M., Madonna oder Tina Turner bekannten öffentlich ihre Sympathien für die schwedische Popgruppe. Am 11. Juni 1992 kamen Andersson und Ulvaeus während eines Konzertes der irischen Rockband U2 im Ericsson Globe in Stockholm auf die Bühne und begleiteten den Sänger Bono bei dem Song Dancing Queen auf Keyboard und Gitarre.
Am 21. September 1992 – also etwa zehn Jahre nach der Trennung von ABBA – veröffentlichte das Musiklabel Polygram als Reaktion auf das einsetzende ABBA-Revival die Kompilation ABBA Gold. Sie verkaufte sich weltweit so gut, dass sie in vielen Ländern vordere Positionen in den Verkaufscharts erreichte. Das Album belegte in zwölf Ländern Platz 1, darunter auch im Vereinigten Königreich, in Deutschland, Österreich, der Schweiz und Australien. In Deutschland hielt das Album elf Wochen die Spitzenposition. Für die vier ABBA-Mitglieder kam der Erfolg völlig überraschend, da die CD ausschließlich bereits veröffentlichtes Material enthielt und es keine Promotiontermine mit den früheren Bandmitgliedern gab. Ende Juli 2008 erreichte das Album 16 Jahre nach seiner Veröffentlichung aufgrund der Popularität des Kinofilmes Mamma Mia! erstmals Platz 1 der Billboard Pop Catalog Album Charts in den USA und zum vierten Mal den ersten Platz der britischen Musikcharts. Es ist mit 31 Millionen Exemplaren das meistverkaufte Album der Gruppe. Im Juli 2021 überschritt ABBA Gold die 1000. Woche in den britischen Albumcharts, was bis dahin noch keinem Album in der britischen Chartgeschichte gelang.
Als Folge stieg weltweit das Interesse an der Band und deren Musik, und das Revival setzte sich fort. In Diskotheken wurden wieder ABBA-Partys bzw. 70er-Partys veranstaltet, bei denen sogenannte Tribute- oder Revival-Bands auftraten. Obwohl die Gruppe selbst nicht mehr aktiv war, erhielt ABBA 1993 aus aller Welt Auszeichnungen als erfolgreichste internationale Popgruppe des Jahres, so auch den World Music Award. Es gab Platin- und Multiplatinauszeichnungen wie zu ABBAs erfolgreichen Zeiten. Die zweite Kompilations-CD More ABBA Gold schaffte es Ende 1993 in die Top Ten in Deutschland und Frankreich und erreichte die Top 20 in Großbritannien und Australien. Dort wurde die Musik auch durch die 1994 erschienenen Filme Muriels Hochzeit und Priscilla – Königin der Wüste erneut populär. 1999 kam mit der schwedischen Popgruppe A*Teens, die zunächst als ABBA Teens gegründet worden war, eine jugendliche Gruppe in die Musikszene, die zunächst ausschließlich Songs von ABBA spielte. Ihr erstes Album The ABBA Generation erreichte in vielen Ländern die vorderen Plätze der Verkaufscharts.

### Das Musical und die FilmreiheMamma Mia!

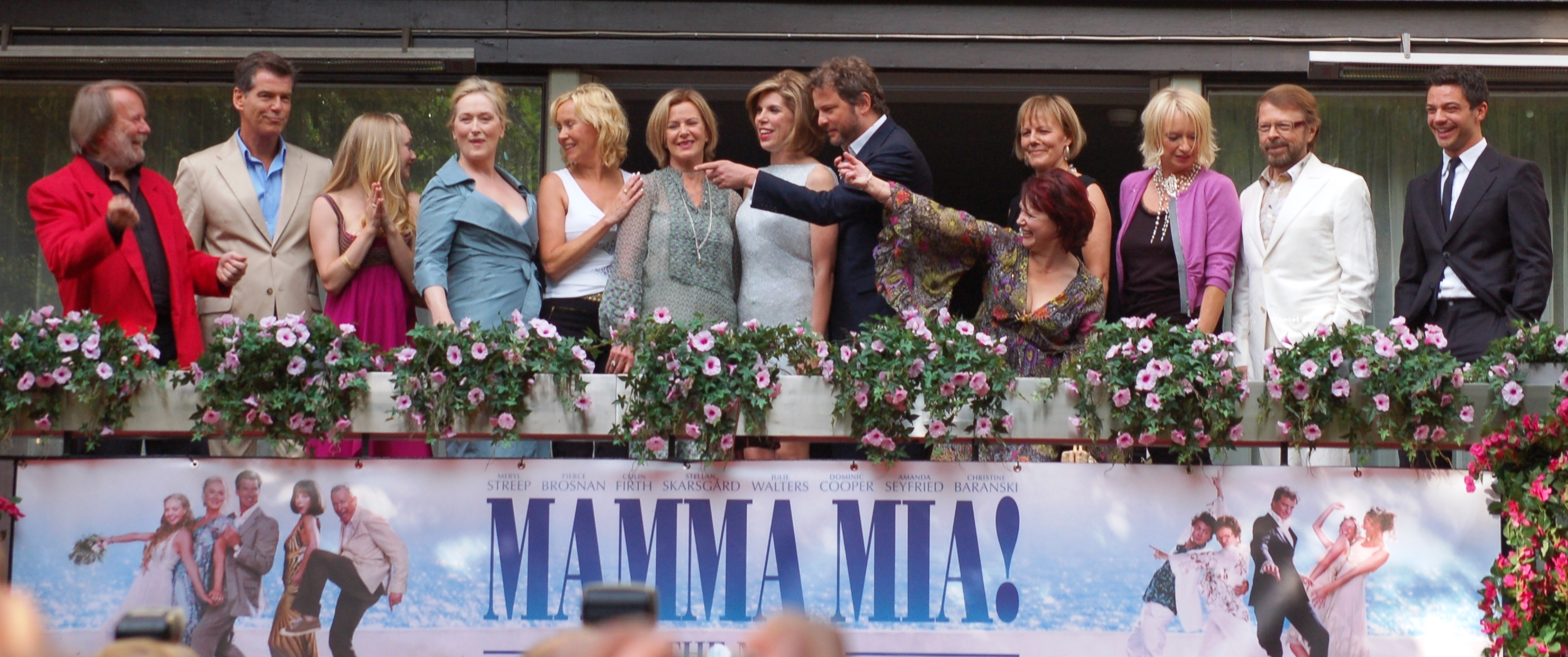
ABBA und Schauspieler des Films Mamma Mia! bei der Premiere in Stockholm (2008)

Eine weitere Säule des lang anhaltenden Erfolgs von ABBA nach der Auflösung ist das weltweit erfolgreiche Musical Mamma Mia!, in dem viele bekannte ABBA-Hits wie Dancing Queen, Super Trouper und The Winner Takes It All zu hören sind. Die Hintergrundgeschichte von der alleinerziehenden Mutter Donna und ihrer Tochter Sophie, die kurz vor ihrer Hochzeit steht, stammt von der britischen Autorin Catherine Johnson. Die Weltpremiere fand am 6. April 1999 im Prince Edward Theatre in London statt. Mittlerweile gastierte das Musical – neben mehreren dauerhaften Spielorten – als Tourneeproduktion weltweit in über 150 Städten. Auch das zugehörige Soundtrack-Album konnte sich in vielen Ländern in den Charts platzieren, so u. a. in Deutschland (Platz 5), Österreich (Platz 1), der Schweiz (Platz 1), Großbritannien (Platz 1 in den Kompilations-Charts) und den USA (Platz 1).
Am 12. Februar 2005 kamen alle vier ABBA-Mitglieder in das Stockholmer Cirkus-Theater zur Premiere der schwedischen Version des Musicals. Es war das erste Mal seit fast 20 Jahren, dass Fältskog, Lyngstad, Andersson und Ulvaeus gemeinsam in der Öffentlichkeit zu sehen waren. Vor allem der Besuch von Fältskog war nicht erwartet worden. Am Ende der Vorstellung gingen jedoch nur Andersson und Ulvaeus auf die Bühne. Fältskog verließ das Theater. Es gibt auch kein Foto von dieser Veranstaltung, das alle vier gemeinsam zeigt. Am 30. Juni 2008 feierte die Verfilmung von Mamma Mia! Premiere und kam am 17. Juli 2008 auch in die deutschen Kinos. Der Film wurde ein weltweiter Erfolg und hielt mit einem Einspielergebnis von über 600 Millionen US-Dollar jahrelang den Rekord als erfolgreichste Musicalverfilmung. Zur Premiere des Films in Stockholm am 4. Juli 2008 erschienen alle vier ABBA-Mitglieder und zeigten sich für etwa zwei Minuten gemeinsam mit einigen Filmdarstellern auf dem Balkon des Stockholmer Theaters Rival.

### Ausstellung von ABBA-Memorabilien

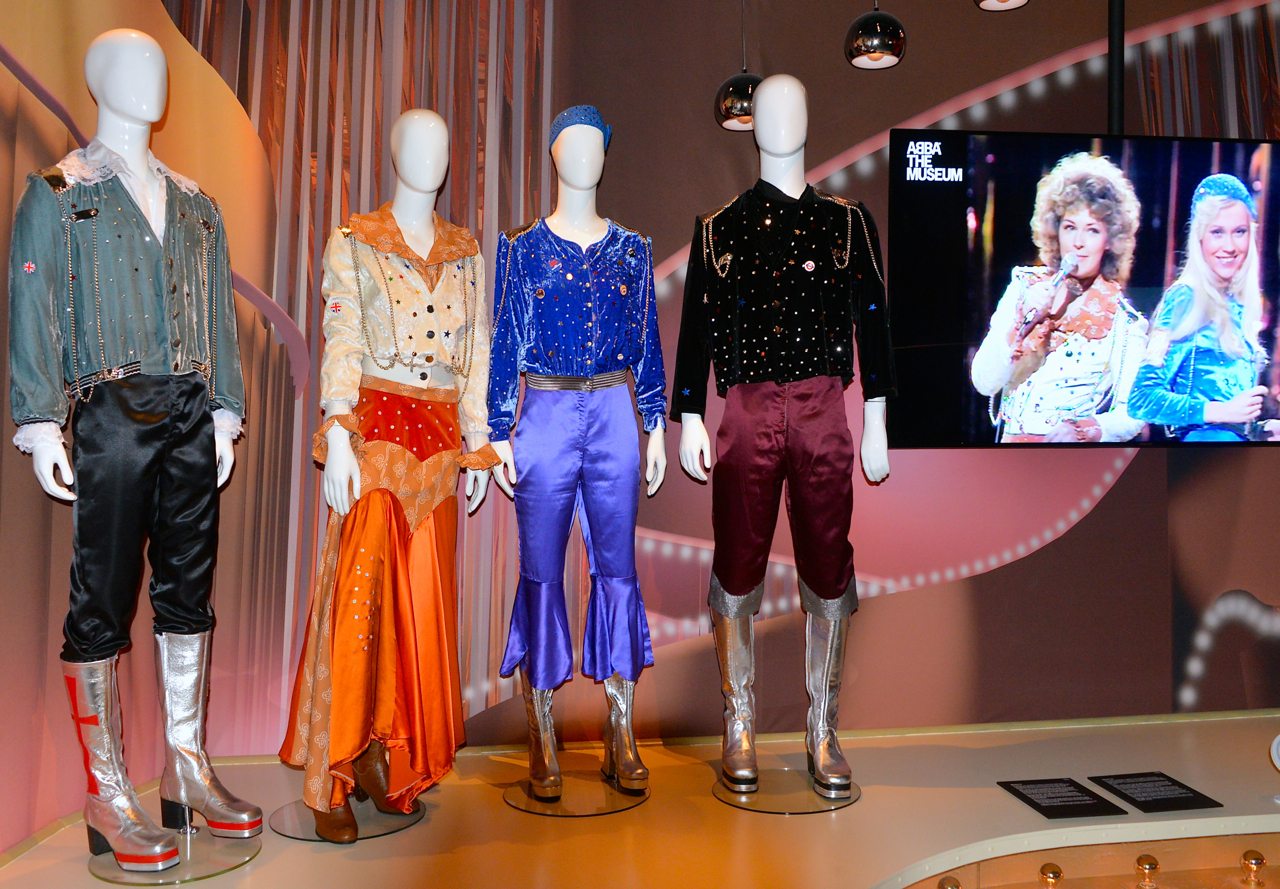
Kopie der „Waterloo-Kostüme“ im ABBA-Museum

Nachdem die für das Jahr 2008 geplante Eröffnung eines ABBA-Museums in Stockholm zunächst nicht zustande gekommen war, wurde im Dezember 2008 mitgeteilt, dass die Ausstellung stattdessen auf einer Welttournee gezeigt werden solle. Die Wanderausstellung unter dem Namen „ABBA WORLD“ präsentierte den Besuchern über 750 Ausstellungsstücke. Neben Originalkostümen und -instrumenten wurden verschiedene Memorabilien und Merchandisingartikel der Popgruppe gezeigt. Auch die Song-Contest-Medaille von 1974 war zu sehen. Die Ausstellung bot außerdem verschiedene interaktive Präsentationselemente, darunter auch einen Nachbau des früheren Aufnahmestudios.
Erste Station der Ausstellung war vom 26. Januar bis zum 28. März 2010 das Earls Court Exhibition Centre in der britischen Hauptstadt London, am 19. Juni 2010 wurde ABBA World am Federation Square im australischen Melbourne eröffnet. Vom 4. Dezember 2010 bis 3. April 2011 waren die Memorabilien im ETO Park im ungarischen Győr zu sehen und seit 6. Mai 2011 befand sich der Ausstellungsort im Einkaufszentrum Slovanský dum im tschechischen Prag. Von März bis Dezember 2011 waren große Teile der Ausstellung im Powerhouse Museum im australischen Sydney ausgestellt. Am 7. Mai 2013 wurde das Museum unter der Bezeichnung ABBA The Museum als permanenter Bestandteil der Swedish Hall of Fame in Stockholm eröffnet. Eine besondere Attraktion hierbei ist das „Ring-Ring-Telefon“, auf dem die vier ehemaligen ABBA-Mitglieder in unregelmäßigen Abständen anrufen. Besucher haben somit nach Zufallsprinzip die Möglichkeit, mit den Mitgliedern zu sprechen.

## Künstlerische Arbeit

### Musikalischer Stil
Da alle vier Musiker von ABBA sowie ihr Manager Stig Anderson bereits vor der gemeinsamen Musikperiode eigene Musikkarrieren hatten, war in der Gruppe ein breites musikalisches Repertoire bekannt. Auch hatten alle Künstler bereits mehrjährige Erfahrungen in der Konzeption, Komposition, Produktion und Interpretation verschiedener Stilrichtungen der kommerziellen Unterhaltungsmusik. Doch obwohl alle vier Musiker bereits eigene Stücke geschrieben hatten, bildeten für ABBA fast ausschließlich Benny Andersson und Björn Ulvaeus das Komponistenteam, wobei Andersson vor allem komponierte und Ulvaeus die Liedtexte schrieb. Ihre Vorbilder waren beispielsweise Lennon/McCartney von den Beatles sowie Elvis Presley und die Beach Boys. Auch alte schwedische Volkslieder sowie die klassischen Komponisten Mozart, Verdi und Bach haben die Künstler in ihrem Schaffen beeinflusst.
Aufgrund ihrer musikalischen Vergangenheit experimentierten sie in den Anfangsjahren stetig mit verschiedenen Musikgenres: In einigen frühen Stücken wie People Need Love oder He Is Your Brother ist noch der Einfluss der Flower-Power-Ära der späten 1960er Jahre zu hören. Von der Schlagerballade Hasta Mañana über Popschlager wie Honey, Honey oder I Do, I Do, I Do, I Do, I Do, Reggae-Pop wie Tropical Loveland bis hin zu rockigen Songs wie Waterloo oder So Long deckten sie ein breites Spektrum der Popmusik ab. Dabei produzierten sie auch ausgefallene Stücke wie Watch Out (nahezu Glam Rock), Sitting In The Palmtree oder den King Kong Song – aber auch eher anspruchslosen „Happy-Pop“. Mit dem im Sommer 1974 entstandenen Titel SOS und Mamma Mia, das im März 1975 produziert wurde, fanden sie schließlich ihren eigenen Musikstil in der Popmusik, den sie in den folgenden Jahren stetig weiterentwickelten.
Der Prozess der Komposition von Andersson und Ulvaeus wird häufig als „inspiriert und unkonventionell“, aber auch als „zwanghaft perfektionistisch“ beschrieben. Zum Komponieren zogen sich die beiden Musiker meistens in eine Hütte auf die kleine Schären-Insel Viggsö vor Stockholm zurück und spielten dort zunächst stundenlang gemeinsam auf ihren Instrumenten (Gitarre und Klavier) Akkorde und Harmonien. Manchmal sangen sie dazu einfache englische Worte oder Phrasen, die allerdings selten den späteren Liedtexten entsprachen, um die Wirkung als Popsong zu hören. Erst wenn beide das Gefühl hatten, einen interessanten und eingängigen Ansatz gefunden zu haben, versuchten sie diesen bis zum fertigen Stück weiterzuentwickeln. Da weder Andersson noch Ulvaeus Noten lesen und schreiben konnten, prägten sie sich ihre neuen Lieder während der Entstehung ein, so dass sie diese später ihren Studiomusikern für weitere Arrangements auswendig vorspielen konnten. Zu dieser Methode sagten beide Künstler später, „dass ein Stück nur dann wirklich gut sei, wenn man es sich bereits bei der Entstehung gut einprägen könne“.
Nach der Melodiefindung zog sich Ulvaeus meistens allein zurück, um einen passenden Basistext für die Melodie zu schreiben. Dabei war Ulvaeus bestrebt, die einzelnen Worte und Textsilben mit dem Rhythmus der Melodie so zu harmonisieren, dass die Sprachmelodie weitgehend auch der Melodieführung des Liedes entsprach. Nachdem der als sehr sprachbegabt geltende Ulvaeus, dessen Muttersprache Schwedisch ist, die englischsprachigen Texte fertiggestellt hatte, wurden diese noch von Muttersprachlern überprüft und ggf. geringfügig angepasst.
In den Anfangsjahren, in denen auch ihr Manager Stig Anderson einige Songtexte oder Teile davon schrieb, dominierten einfache, manchmal auch anspruchslose Texte mit Geschichten über das Leben und die Liebe. In späterer Zeit entwickelte Ulvaeus anspruchsvollere, manchmal auch tiefgründige Texte. Der Text von The Winner Takes It All gilt als einer seiner besten. Auch wenn die Liedtexte häufig Parallelen zu den Beziehungen der beiden früheren ABBA-Paare und ihrem Leben zeigen, so ist laut Ulvaeus der Song Slipping Through My Fingers das einzig wirklich autobiographische Lied, das er je komponiert habe. Die einfühlsame Ballade, die das schnelle Heranwachsen der eigenen Kinder aus Sicht der Eltern thematisiert, ist seiner Tochter Linda gewidmet.
Zwar gibt es in ihren Liedern häufig den typischen Grundaufbau, bei dem Strophen und Refrain im einfachen Wechsel folgen, jedoch zeigten sie mit dem Instrumentalstück Intermezzo No. 1 oder Liedern wie The Name of the Game, dass sie auch Stücke mit komplexerer Struktur komponieren können. Bei der Produktion perfektionierten sie schließlich ihre Stücke und deren Sound. Neben der typischen Instrumentation der Musikgruppen aus dieser Zeit, die aus verschiedenen E-Gitarren, Bassgitarre, Klavier und Schlagzeug bestand, setzten Andersson und Ulvaeus zusätzlich Instrumente aus klassischen Orchestern sowie die neu aufkommenden elektronischen Synthesizer mit ihren vielfältigen und bis dahin noch wenig verbreiteten Soundeffekten ein.
Die eingängigen Lieder wurden fast ausschließlich von Fältskog und Lyngstad gesungen, die beide professionell ausgebildete Stimmen mit einem großen Tonumfang (Fältskog: Sopran; Lyngstad: Mezzosopran) hatten. In früheren Stücken sangen auch die beiden Männer häufiger, jedoch erkannte ABBA bald, dass vor allem die gut miteinander harmonierenden Frauenstimmen zu einer unverwechselbaren Eigenständigkeit ihrer Lieder und deren Sound führten. So übernahmen Andersson und Ulvaeus nach der experimentellen Anfangszeit der Band fast nur noch Begleitgesang in den Refrains, Backing Vocals oder imitierenden, geräuschähnlichen Gesang wie beispielsweise in den Stücken Take a Chance on Me oder Super Trouper. Ausnahmen waren beispielsweise die Songs Rock Me aus dem dritten Album ABBA und Does Your Mother Know, bei denen Ulvaeus die Strophen allein singt und die Hauptstimme im Refrain übernimmt. Auch auf dem letzten Studioalbum The Visitors von 1981 übernimmt Ulvaeus bei einem Lied (Two for the Price of One) den Gesang.
Mit aufwendiger Studiotechnik stellte Toningenieur Michael B. Tretow verschiedene Varianten der Stücke her, indem er die Stimmen und Instrumente auf mehrere Tonbänder aufnahm bzw. einige Soundelemente verlangsamt oder zeitlich leicht versetzt abspielte (siehe auch Overdubbing). Tretow wurde in seiner Arbeitsweise von dem US-amerikanischen Musikproduzenten Phil Spector und seinen klangvollen Wall-of-Sound-Arrangements inspiriert. So entstanden in den ABBA-Songs häufig völlig neuartige Klangelemente, die ohne Kenntnis dieser Herstellungstechniken so nicht kopierbar waren, wodurch ihre Lieder einen einzigartigen und unverwechselbaren Sound bekamen.
Durch die Erkenntnis, wie wichtig die moderne Studiotechnik für die ABBA-Musik war, investierten sie stets viel Geld in die Produktion ihrer Titel. Sie gingen für die Aufnahmen in renommierte Tonstudios und bauten sich 1977/1978 ein eigenes Tonstudio in Stockholm, das Polar Music Studio. Um auf dem US-amerikanischen Markt erfolgreicher zu sein und den typischen Sound des frühen „Achtziger-Jahre“-Pops zu perfektionieren, gingen sie für einige Aufnahmen nach Miami in die Criteria Studios und arbeiteten dort mit den besten Musikproduzenten zusammen. Auf diese Weise produzierte ABBA nahezu zeitlose Musik mit hohem Unterhaltungs- und Wiedererkennungswert („Ohrwürmer“) auf dem jeweils aktuellen Stand der Studiotechnik. War ein neuer Titel einem bereits eingespielten Lied allerdings zu ähnlich, wurde er erst gar nicht produziert. Ein Beleg dafür ist die Liste der unveröffentlichten Lieder von ABBA. Aufgrund ihres künstlerischen Schaffens und ihrer aufwendigen Produktionsmethoden wird die Band ABBA heute als Mitbegründer der modernen Popmusik angesehen.

### Bandname

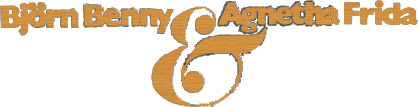
Erstes Band-Logo auf der LP Ring Ring

Da sich die vier Musiker in den Anfängen ihrer gemeinsamen Karriere noch nicht als feste Gruppe sahen, traten sie zunächst einfach unter verschiedenen Aufzählungen ihrer vier Vornamen auf. So hießen sie „Björn & Benny, Agnetha & Anni-Frid“, „Anni-Frid, Agnetha, Benny, Björn“, „Björn + Benny + Agnetha + Frida“ oder auch „Björn + Benny + Anna + Frieda“. Auf der Frontscheibe ihres ersten Opel-„Tour-Wagens“ stand bis 1973: „BJÖRN BENNY AGNETHA FRIDA“.
Auf frühen Plattencovern in den USA werden „Björn & Benny“ zum Teil mit dem Zusatz „med svenska flickor“ („mit schwedischen Mädchen“) genannt. Grund dafür war, dass Fältskog damals noch exklusiv bei der Plattenfirma CBS-Cupol unter Vertrag stand und deren erfolgreichster Star war, so dass Tantiemen und Lizenzgebühren von Polar an CBS-Cupol fällig gewesen wären. Diese Vertragsbindungen galten bedingt auch noch während der erfolgreichen ABBA-Zeit bis Ende 1975, so dass später noch hohe Tantiemen an CBS-Cupol gezahlt werden mussten. Lyngstads Plattenvertrag mit EMI Music endete 1972.
Anfang der 1970er Jahre traten die vier Schweden bei einigen Musikfestivals in den heimischen „Folkparks“ mehrfach auch unter den Namen „Festfolk“ oder „Festfolket“ (seltener auch: „Festfolk Quartet(t)“ oder „Festfolk Kvartett“) gemeinsam öffentlich auf und hatten vereinzelte Auftritte als „Engaged Couples“ in schwedischen Clubs und Bars. In Mexiko wurden ihre Platten 1972 und 1973 zunächst mit dem schlichten Gruppennamen „Los Suecos“ („Die Schweden“) veröffentlicht. Erst nachdem sie in ihrem Heimatland Schweden erste Erfolge als Gruppe hatten, wurde ein passender Bandname gesucht. Vor allem ihr Manager Stig Anderson war zunehmend genervt, gegenüber der Presse stets den umständlichen Namen „Björn & Benny, Agnetha & Frida“ erwähnen zu müssen.
Schon im März 1973 veröffentlichte eine schwedische Zeitschrift die Aufforderung, Namensvorschläge für die mittlerweile landesweit bekannte Gruppe einzusenden. „Friends and Neighbours“, „Alibaba“ und „BABA“ waren dabei zunächst die ernsthaftesten Vorschläge. Im Sommer 1973 wurde schließlich auf Vorschlag von Stig Anderson der Bandname „ABBA“ festgelegt, mit dem die Gruppe erstmals im Februar 1974 beim schwedischen Vorentscheid zum Eurovision Song Contest auftrat. In Skandinavien und auch von Andersson und Ulvaeus wurde der Name zunächst eher verhalten beurteilt, da es in Schweden ein großes und bekanntes Nahrungsmittelunternehmen mit dem Namen Abba Seafood gibt. Anderson musste von dieser Firma die Erlaubnis einholen, um „ABBA“ verwenden zu dürfen.
Der Begriff „Abba“ ist nebenbei unter anderem ein biblisches Wort für „Vater“. Diese Wortbedeutung wird in ABBA – Der Film aus dem Jahr 1977 in einer Interviewszene von einem älteren Passanten erwähnt. Doch letztendlich setzte sich der Bandname auch international sehr schnell durch – nicht zuletzt deshalb, weil er in fast allen Sprachen leicht und gleich ausgesprochen wird und in alphabetischen Aufzählungen immer sehr weit vorne steht. Dieses einfache, sehr markante und prägnante Wort „ABBA“ ist ein Palindrom und zugleich ein Akronym, das sich aus den Anfangsbuchstaben der vier Vornamen der Bandmitglieder in folgender Reihenfolge ableitet: Agnetha, Björn, Benny, Anni-Frid → ABBA. Gelegentlich wurde die Zusammensetzung des Bandnamens auch in umgekehrter Reihenfolge interpretiert (Anni-Frid, Benny, Björn, Agnetha), wie zum Beispiel bei der Formation der Bandmitglieder bei einigen Fotoaufnahmen für Poster und Plattencover wie Waterloo oder Gracias por la música, Anfang 1976 bei einem Teil der Fotoaufnahmen mit den Initial-Buchstaben von Wolfgang Heilemann oder bei einer roten Buchstabenbeflockung auf den Rückseiten von Overalls, die die ABBA-Mitglieder 1977 bei ihrer Ankunft in Australien trugen.

### Band-Logo als Markenzeichen
Nachdem die Gruppe zu ihrem Bandnamen ABBA gefunden hatte, wurde dieser zunächst nur typografisch auf Cover, Plakaten, Poster und sonstigen Promotionmaterialien abgebildet. Vor einem Auftritt in der deutschen Musiksendung Disco im Februar 1976 bekam der Fotograf Wolfgang Heilemann den Auftrag, in einem nahegelegenen Studio einige Aufnahmen von der Gruppe für die deutsche Jugendzeitschrift Bravo zu machen. Dabei war auch eine Fotostrecke vorgesehen, bei der vor jedem der vier Bandmitglieder ein großer silberfarbener Initial-Buchstabe stehen sollte. Bei diesen Aufnahmen stellte Andersson – an zweiter Stelle stehend – versehentlich das „B“ „auf den Kopf“, was allerdings erst nach Beendigung der Fotoaufnahmen bemerkt wurde. Nachdem Heilemann die Bandmitglieder über den Fehler informiert hatte, unterhielten sich Andersson und Ulvaeus kurz, beschlossen, sich diesen „Patzer“ zu eigen zu machen, und bedankten sich bei Heilemann für die „großartige Marketing-Idee“. Auf Basis dieser Idee entwickelte kurz darauf der Grafiker Rune Söderqvist aus der Schriftart News Gothic Bold den ABBA-Schriftzug mit dem spiegelverkehrten „B“ und erläuterte zu dem Logo, dass „die beiden ‚B‘ sich harmonisch den beiden ‚A‘ zuwenden“.
Das ABBA-Logo wurde am 13. August 1976 offiziell vorgestellt und wird seit der Single Dancing Queen bei allen offiziellen ABBA-Tonträgern, Publikationen und Fanartikeln bis heute eingesetzt. Seit den Veröffentlichungen der CD-Single Dancing Queen und dem Album ABBA Gold im Jahr 1992 wurde zwischenzeitlich auch eine aus der Schriftart Helvetica Roman entwickelte Version des ABBA-Logos verwendet, dessen Buchstaben in der Schriftstärke etwas schlanker, aber im Schriftschnitt etwas breiter sind. Bei späteren Veröffentlichungen des Albums ABBA Gold wurde aber wieder das frühere Original-Logo verwendet. Das ABBA-Logo mit dem spiegelverkehrten „B“ ist spiegelsymmetrisch und gehört neben den Schriftzügen der Rockbands AC/DC und Kiss sowie der „Stones-Zunge“ zu den weltweit bekanntesten Markenzeichen von Musikgruppen. Andersson und Ulvaeus ließen den neuen ABBA-Schriftzug unmittelbar nach der Fertigstellung markenrechtlich schützen, weshalb er häufig auch zusätzlich mit dem Registrierungszeichen ® gekennzeichnet ist. Nach dem Eintrag des ABBA-Logos als Markenzeichen gehörten die Rechte einer ABBA-eigenen Vermarktungsfirma. Bei einigen Original-Tonträgern – insbesondere in Asien –, diversen Lizenz-Tonträgern und den inoffiziellen Tonträgern wird häufig nicht das ABBA-Logo verwendet, sondern nur eine grafische Anpassung des Original-Logos.

## Rezeption

### Wirtschaftlicher Erfolg

#### Vermarktung
Ein wesentlicher Erfolgsfaktor für den internationalen Durchbruch von ABBA war zunächst der Sieg beim Eurovision Song Contest 1974, durch den die Gruppe und ihr einfacher, aber markanter Bandname ABBA quasi über Nacht international bekannt wurde. Gleichzeitig vermittelten sie durch ihr Lied Waterloo und die ungewöhnlichen, schrillen Kostüme ein neues, modernes Image, das vom europäischen Publikum überwiegend positiv beurteilt wurde. Dazu trugen vor allem die beiden Sängerinnen Fältskog und Lyngstad bei, die zwar zwei völlig unterschiedliche, aber gleichermaßen attraktive und sympathische Frauentypen waren und mit einer frischen und positiven Ausstrahlung auftraten. Über Jahre pflegte ABBA fortan das Image zweier glücklicher und sehr gut befreundeter Paare, die ohne die sonst für viele Bands üblichen Skandale wie Liebesaffären, Drogenkonsum usw. stets nett und freundlich in der Öffentlichkeit, bei Fernsehshows und gegenüber ihren Fans auftraten. Und auch nach der Trennung von Fältskog und Ulvaeus präsentierten die vier Musiker sich als Gruppe, die trotz persönlicher Differenzen gemeinsam für ein Musikprojekt arbeiteten.
Während viele Bands Anfang der 1970er Jahre noch Musik spielten, die sich an die populäre englische Rockmusik der 1960er Jahre anlehnte, war ABBA bestrebt, modernere, eingängige und kommerziell erfolgreiche Unterhaltungsmusik zu produzieren. Nachdem ABBA auf den ersten Platten noch mit sehr verschiedenen Musikrichtungen experimentierte – von der Glam-Rock-Nummer Rock Me bis zum internationalen Schlagersong Honey, Honey – fand die Gruppe 1975 mit ihrem dritten Album ABBA einen eigenen und so bislang noch nicht produzierten Pop-Sound. Unterstützt durch eine vielseitige Instrumentenauswahl, moderne Arrangements und ausgefeilte Studiotechnik, die im Vergleich zu vielen anderen Pop- und Discomusikern ihrer Zeit sehr aufwendig war, erreichte ABBA einen sehr hohen Qualitätsstandard, sowohl bei der Musikaufnahme als auch bei der Produktion. Auch hatte die Gruppe ein sehr gutes Gespür für die Auswahl der Singles und deren Veröffentlichungen sowie für die Weiterentwicklung ihrer Musik. Nur wenn ein Lied dem Produktionsteam „erfolgversprechend“ schien, wurde es veröffentlicht. Vor allem an die Lieder, die vor einem neuen Album als Single veröffentlicht wurden, stellte das ABBA-Team hohe Ansprüche. Aber auch die späteren Singleauskopplungen mussten „Hitniveau“ haben.
Im Zuge einer globalen Vermarktungsstrategie setzte das ABBA-Management um Stig Anderson ab dem ersten Greatest-Hits-Album Ende 1975 zwar auf möglichst einheitliche Veröffentlichungen, jedoch wurden immer wieder verschiedene Titel, Singles und Alben – wie bereits zu Beginn ihrer Karriere – sehr länderspezifisch aufgenommen und veröffentlicht. So gibt es viele Titel, die in unterschiedlichen Sprachen gesungen wurden, abweichende Titel auf den B-Seiten der Singles sowie viele Sonderproduktionen und Kompilationsalben für einzelne Länder. Darüber hinaus hatte die Band in den für sie kommerziell wichtigsten Ländern eine hohe Medienpräsenz. Die Gruppe gab unzählige Interviews und trat in den bedeutenden Fernsehsendungen und Musikshows live auf, um neue Songs und Alben zu präsentieren. Auch nutzte sie das Medium des Musikvideos wie kaum eine andere Gruppe. Parallel dazu trat die Gruppe 1977 und 1979 bei weltweiten Tourneen mit aufwendiger Bühnen- und Scheinwerfershow auf, was man in dieser Dimension nur von sehr wenigen Künstlern kannte.
Mehrere Faktoren trugen hauptsächlich zum Erfolg auf kompositorischer Ebene bei: erstens der syllabische Stil, d. h. in jedem Song pro Textsilbe eine Note. Zweitens die Übereinstimmung zwischen Textinhalt und Songaufbau (Textgliederung = Songgliederung). Drittens das in den meisten Songs sehr ausgewogene Mengenverhältnis zwischen Melodie- bzw. Silbentönen zu Pausen und Instrumentalabschnitten. Viertens eine Melodiegestaltung mit einfachen und kleinen Tonintervallen ohne chromatische Töne, so dass sich insgesamt ein fast volksliedhafter, besonders sanglicher, leicht nachvollziehbarer Song ergibt, bei dem die Gesangsmelodie auch ohne instrumentale Begleitung bereits das zugrundeliegende Harmoniegerüst vollständig oder weitgehend selbst enthält.

#### Das „ABBA-Imperium“
Im Laufe der – auch finanziell – sehr erfolgreichen Jahre bauten die vier Schweden und ihr Manager Stig Anderson einen kaum überschaubaren Mischkonzern mit unterschiedlichen Firmen, Firmenbeteiligungen und anderen Kapitalinvestitionen auf, der auch häufig das „ABBA-Imperium“ genannt wurde. Darunter befand sich beispielsweise das Unternehmen „Sannes Trading“, das Stig Anderson nach dem Erfolg der Gruppe in Osteuropa gemeinsam mit dem schwedischen Geschäftsmann Anders Wall zu dem Zweck gegründet hatte, Kompensationsgeschäfte mit den Staaten des Ostblocks zu tätigen. Der Erfolg des Unternehmens blieb allerdings aus, da die angebotenen Produkte der Ostblockstaaten in Schweden nicht absetzbar waren. Ende der 1970er wurde Sannes Trading in „Pol Oil“ umbenannt und konzentrierte sich fortan auf das Ölgeschäft. Der Kauf von 55.000 Tonnen Rohöl Anfang 1980 brachte der Firma einen Verlust von 30 Millionen Kronen, worauf diese schließen musste.
Bereits kurz nach der Trennung der Band folgte durch oberflächliche und teilweise nicht kontrollierte Geschäftsführung sowie durch unseriöses Finanzmanagement (u. a. Steuerschulden, spekulative Kreditaufnahmen, zweifelhafte Börsenspekulationen) eine massive Krise mit hohen finanziellen Verlusten auch für Fältskog, Andersson, Ulvaeus und ihren Manager Anderson. Lediglich Lyngstad blieb weitgehend schadlos, da sie ihre Kapitalanteile bereits im Zuge der Trennung von ABBA verkauft hatte. Im Januar 1990 verkaufte Stig Anderson schließlich Polar Music mit fast allen Verwertungs- und Lizenzrechten an der eingetragenen Marke ABBA für 300 Millionen Kronen an den Medienkonzern Polygram. Überschattet war der Verkauf von einer Klage der ehemaligen ABBA-Mitglieder gegen ihren Ex-Manager, als im Zuge dessen bekannt wurde, dass das Label unter seiner Leitung statt der vereinbarten 9 Prozent Tantiemen über Jahre hinweg nur 3 Prozent ausgezahlt hatte. Der Konflikt wurde im Juli 1991 außergerichtlich beigelegt, führte aber zum Zerwürfnis zwischen Stig Anderson einerseits sowie Fältskog, Ulvaeus und Andersson andererseits.

#### Verkaufszahlen

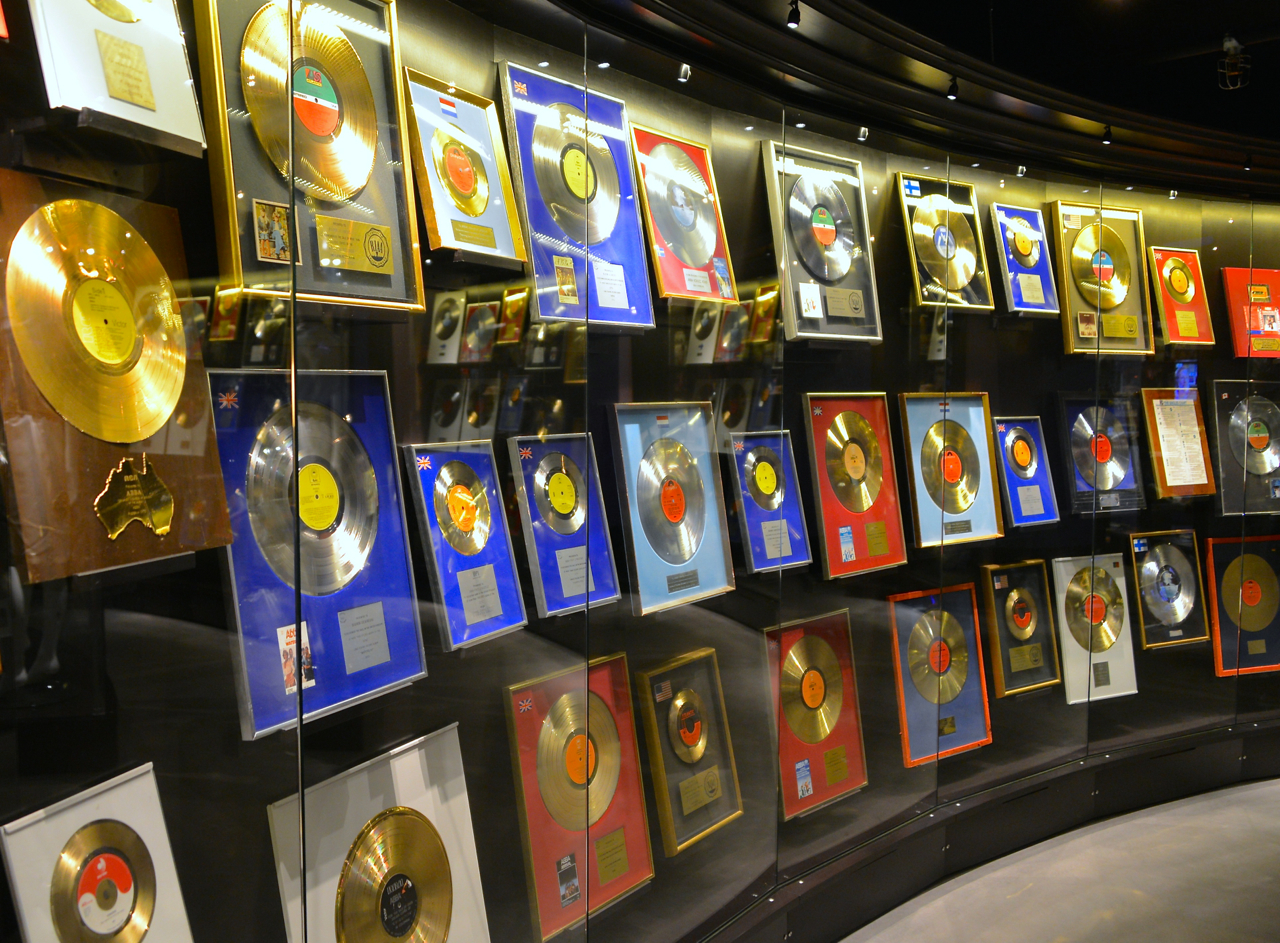
Schallplattenauszeichnungen für Tonträger-Verkäufe der Gruppe im ABBA-Museum (Stockholm)

Zur Anzahl der verkauften ABBA-Tonträger gibt es keine einheitlichen Angaben: Die Schätzungen reichen von etwa 140 Millionen bis zu über 500 Millionen. Zu Beginn 1977 wurden die Verkaufszahlen in einem Fernsehbeitrag mit 44 Millionen angegeben (14 Mio. Alben, 30 Mio. Singles). Im Frühjahr 1978 ergaben Berechnungen von Polar Music insgesamt 53 Millionen Einheiten, während das US-Label Atlantic Records die Tonträgerverkäufe im Rahmen der Promotionreise der Band mit 120 Millionen angab. Diese Zahl wurde auch im TV-Special ABBA in Japan übernommen, ist allerdings fragwürdig, nicht zuletzt aufgrund des damals in den USA gängigen Reklameschwindels und der Berechnungsmethode des Labels. 1983 waren laut einer Schätzung Guinness-Buchs der Rekorde bereits 125 Millionen Tonträger von ABBA verkauft worden. Ab Mai 1985 wurden ihre Tonträgerverkäufe in diesem Buch mit 215 Millionen Stück beziffert.
1992 sollen es bereits 250 Millionen gewesen sein, wie es u. a. in der Dokumentation Thank You ABBA aus dem Jahr 1993 erwähnt wird. Durch das ABBA-Revival stiegen die Verkäufe angeblich wiederum auf 350 Millionen, was ebenfalls als fragwürdig angesehen wird. Da sich die offiziellen Verkaufszahlen von ABBA Gold, das maßgeblich zum Erfolg des ABBA-Revivals beigetragen hat, bis 1999 auf 15 Millionen Exemplare beliefen, hätten somit 85 Millionen andere ABBA-Alben und -Singles verkauft worden sein müssen, um dieser Zahl gleichzukommen. Ausgehend von dieser Berechnung erhielt ABBA im Jahr 2004 eine symbolische Auszeichnung für 360 Millionen verkaufte Tonträger, 2010 wurde der Gruppe eine weitere für 375 Millionen Tonträger überreicht. 2013 gab Björn Ulvaeus die Verkaufszahlen mit 380 Millionen Tonträgern an und bezog sich dabei auf Universal Music. Jährlich werden schätzungsweise noch über drei Millionen verkaufte ABBA-Tonträger gezählt. 2019 wurde die Anzahl der verkauften Tonträger mit rund 385 Millionen beziffert. Im Mai 2023 gehörte ABBA zu den ersten 13 Musikern, die mit dem Brit Billion Award ausgezeichnet wurden. Dieser wird an Musiker verliehen, die im Vereinigten Königreich über eine Milliarde Streams erzielt haben.

### Internationaler Erfolg
Die weltweite Popularität von ABBA ab 1975 war neben dem kommerziellen Aspekt auch dahingehend bemerkenswert, dass es bis in die 1970er Jahre keine andere Band aus Schweden oder Skandinavien gegeben hatte, der vergleichbare Erfolge gelungen waren. Der Erfolg schwedischer Musikkünstler hatte sich seit den 1950er Jahren zumeist auf deren Heimatland beschränkt, wobei der Absatz von 50.000 Exemplaren eines Albums bereits als großer Erfolg angesehen wurde. Schon ihr zweites Album Waterloo hatte 1974 in Schweden mit 250.000 Stück einen Verkaufsrekord aufgestellt, ihr viertes Album Arrival wurde zwei Jahre später gar 750.000 Mal abgesetzt. Bis 1979 verkaufte die Gruppe in Schweden 2,9 Millionen Tonträger.
Die Absicht, auf dem internationalen und besonders dem englischsprachigen Musikmarkt Erfolg zu haben, hatten ABBA-Manager Stig Anderson sowie Benny Andersson und Björn Ulvaeus bereits zu einem frühen Zeitpunkt. Damit einhergehend wurde es für die Musiker schnell zum Ziel, beim Eurovision Song Contest anzutreten, um damit bei einem großen, internationalen Publikum zumindest Bekanntheit zu erlangen. Vor diesem Hintergrund entstanden in den ersten Karrierejahren viele Hits der Gruppe, während Anderson als Manager seine weltweiten Kontakte nutzte, um die Songs auf allen Märkten als Singles herauszubringen. Nachdem sich erste Erfolge außerhalb ihres Heimatlandes bereits 1973 vor allem in Skandinavien und den Benelux-Ländern gezeigt hatten, war der Erfolg von ABBA nach dem Eurovision Song Contest 1974 insbesondere in Deutschland, Schweden, Norwegen, den Niederlanden, Großbritannien und Australien enorm. Aber auch auf kleineren bis mittleren Musikmärkten wie Österreich, Schweiz, Belgien, Dänemark, Finnland, Irland und Neuseeland konnte die Band zum Teil große Chart- und Verkaufserfolge verzeichnen.
So hatte ABBA im Jahr 1976, dem erfolgreichsten ihrer Karriere, jeweils drei Nummer-eins-Hits in Großbritannien, Irland, Belgien und den Niederlanden, jeweils vier Nummer-eins-Hits in Deutschland und Neuseeland sowie fünf Nummer-eins-Hits in Australien. Zudem belegte 1976 mindestens eine Single der Gruppe die Spitzenposition in Norwegen, Schweden, Österreich, Frankreich und der Schweiz.
In Deutschland hatte die Gruppe regelmäßig Promotionauftritte in verschiedenen populären Musiksendungen im Fernsehen. Neben vereinzelten Gastauftritten in Shows wie Am laufenden Band mit Rudi Carrell oder der Aktuellen Schaubude waren es überwiegend Auftritte in Musiksendungen wie beispielsweise im ZDF in Disco mit Ilja Richter, im Musikladen von Radio Bremen oder in der Starparade, die von Rainer Holbe präsentiert wurde. In Großbritannien platzierten sich alle Singles ab 1974 bis 1981 zumindest in den Top Ten der Charts, acht davon erreichten die Spitzenposition. Mit insgesamt 11,3 Millionen Stück rangieren ABBA heute auf Platz 3 der Bands mit den meistverkauften Singles in Großbritannien. Dabei ist Dancing Queen mit über einer Million an verkauften Stück die erfolgreichste Single. Bis 1982 erreichten acht Alben hintereinander die Spitzenposition. Bis heute wurden in Großbritannien insgesamt 17 Millionen ABBA-Alben verkauft. Begleitet war die Veröffentlichung ihrer Tonträger in Großbritannien stets von Auftritten und Interviews im Fernsehen sowie insgesamt 15 Konzerten in den Jahren 1977 und 1979.
Dagegen gelang der Band in den USA nie ein ähnlich großer Durchbruch. Bereits ab 1972 veröffentlichte das US-Label Playboy Records die ersten Platten der Gruppe, die jedoch allesamt nie die Charts erreichten. 1974 schloss Stig Anderson zunächst einen Dreijahresvertrag mit Atlantic Records, das fortan alle Tonträger bis zur Auflösung der Band in den USA vertrieb. Obwohl ABBA in den Jahren 1974, 1975, 1976 und 1978 Promotionreisen dorthin unternahm, gelangte keines ihrer Alben über die Top 20 hinaus. Auch der Erfolg ihrer Singles hielt sich mit einem Nummer-eins-Hit und drei Top-Ten-Hits deutlich in Grenzen; sechs weitere kamen in die Top 20. Benny Andersson äußerte in einem Interview 1976 seine Einschätzung, dass der US-amerikanische Musikmarkt für Bands aus Europa generell schwieriger zu erreichen sei als etwa der europäische oder australische. Nicht bloß Musikvideos und Fernsehauftritte seien hier wichtig, sondern vor allem die Live-Präsenz einer Gruppe. Die Nachfrage nach ABBA-Tonträgern stieg allerdings auch nach ihrer US-Tournee von 1979 nicht sonderlich. In Japan begründete ihren Erfolg vor allem die Promotiontournee im Herbst 1978, deren Fernsehauftritte und Specials 2009 unter dem Titel ABBA in Japan auf DVD veröffentlicht wurden. Ihre Konzerte waren 1980 komplett ausverkauft. Zudem erschienen in Japan zahlreiche Lizenz-LPs von ABBA, die heute zum Teil nur mehr schwer zu bekommen sind und daher Sammlerobjekte darstellen.

### Kritik
Im Schweden der 1970er Jahre war die Musik stark vom progressiven „Music Movement“, kurz „Progg“ geprägt, zu der Musikverlage, Plattenlabels, Zeitungen und Radiostationen gehörten. Bezeichnend für diese Musikrichtung war vor allem der linksgerichtete Charakter, der sich in politischen Texten niederschlug und keineswegs auf kommerziellen Erfolg ausgerichtet war. Dies stand im Gegensatz zu ABBA, denen von Seiten der Progg-Bewegung unzählige Vorwürfe gemacht wurden. So meinte der Jugend-Chefredakteur der schwedischen Broadcasting Corporation: „Ihre [ABBAs] Musik drückt keine Gefühle aus und stetig schimmert der Kommerzgedanke durch. So wird die Musik zu einem leidenschaftslosen, kalten Produkt […]“ (Palm, 2006). Der Eurovision Song Contest 1975, der in Schweden ausgetragen wurde, führte zur Organisation des Alternativfestivalen als Gegenveranstaltung sowie dazu, dass Schweden am Song Contest im folgenden Jahr nicht teilnahm.
Vor allem nach dem Sieg von ABBA beim Song Contest und in den folgenden Jahren wurden die Gruppe und ihr Manager für ihr Auftreten kritisiert. Die Musik wurde als „begabter Mist“ bezeichnet, die „einen persönlichen Ausdruck vermissen lässt“ (Halling, 2014). Die Gruppe wurde als „Resultat eines abgebrühten Zynismus“ bezeichnet, ihr wurde vorgeworfen, ihre Musik „zielt in erster Linie darauf ab, den Urhebern das Konto zu füllen, ohne im Gegenzug den Hörern etwas zu geben“ (Halling, 2014). Im Artikel einer schwedischen Zeitung stand 1975: „I love you singen ABBA und zeigen dabei zum Publikum. Aber das ist verlogen. ABBA lieben nicht uns, sondern nur die 20 Kronen, die sie uns aus der Tasche ziehen […]“ (Palm, 2006). Die Progg-Bewegung ging so weit, dass Musiker wie Janne Schaffer, Mike Watson oder Ulf Andersson, die mit ABBA zusammenarbeiteten, geächtet wurden. So wurde es Schaffer verboten, in Sälen zu spielen, die unter dem Einfluss der Bewegung standen. Durch ABBA entstand im damaligen Schweden eine „Zweiklassengesellschaft“ der Musik, in der zwischen „kommerziellen“ und „nicht-kommerziellen“ Künstlern unterschieden wurde.
Im Gegensatz zu Schweden wurde ABBA in den USA bald nach ihrem Sieg beim Song Contest weitgehend positiv aufgenommen. Zu dieser Zeit klagten bereits viele Kritiker, die Rockmusik hätte sich zu einer „oft anmaßenden und pompösen Kunstform entwickelt.“ ABBA bedeutete somit eine innovative Neuerung, z. B. schrieb Ken Barnes im Rolling Stone: „Mit ihren prägnanten und temporeichen Pop-Nummern liegen ABBA viel näher beim eigentlichen Rock’n'Roll als viele dieser übersteigerten Gitarrenkanonen oder diese seelenguten Gruppierungen, die den verwirrten Massen kosmo-dynamische Erleuchtung bringen wollen“ (Palm, 2006). Auch andere Kritiker schrieben, dass sich Waterloo „von diesem ganzen Sumpf aus Soul-Balladen und trivialer Country-Musik […] deutlich abhebt“ (Palm, 2006). Ebenso erhielten spätere Alben wie Arrival und ABBA – The Album gute Kritiken, u. a. im Billboardmagazin, in dem Arrival als „Album, das Anzeichen künstlerischer Weiterentwicklung zeigt“ bezeichnet wurde. Die Songs auf The Album wurden dafür gelobt, dass „die eingängigen, gedankenvollen Texte nie unter der kräftigen Unterstützung von Keyboard/Synthesizer mit Streichern, Gitarre und Basse im Hintergrund verloren gehen.“
In Großbritannien waren vor allem Kritiker der Rockmusik überrascht, dass ABBA auf dem britischen Markt große Erfolge hatte. Eine Popgruppe, die „einfach nur unterhalten wollte“, enttäuschte die Erwartung einer Fortführung der Linie in der Rockmusik. ABBA wurde vorgeworfen, nicht mit den Traditionen der Blues- und Soulmusik verwurzelt zu sein (Palm, 2006). Bei ihrer Konzerttournee durch Großbritannien 1977 schrieben Kritiker, die Gruppe würde „clever und rücksichtslos manipulieren“ und bringe „mit der Präzision eines Roboters eine Single nach der anderen heraus“; sie attestierten ihr einen „Mangel an Wärme, eine fast schon eisige Atmosphäre in den technisch perfekten Liveshows“ (Palm, 2006).

### Auszeichnungen und Ehrungen
ABBA erhielt in neun aufeinander folgenden Jahren (1974–1982) von der Jugendzeitschrift Bravo einen Bravo Otto in der Kategorie „Band“, erreichte bei der Bravo-Leserwahl aber nie den ersten Platz („Goldener Otto“).
- „Silberner Otto“ (2. Platz): 1974, 1978, 1979, 1980 und 1982.
- „Bronzener Otto“ (3. Platz): 1975, 1976, 1977 und 1981.

Am 18. April 1977 nahm ABBA an einer Gala zum Frühlingsfest der Zeitung Expressen teil und bekam eine „Goldene Wespe“ für die 1976 gedrehte Fernsehdokumentation ABBA-DABBA-Doo! überreicht, die vom Publikum zur besten Sendung des Jahres gewählt worden war.
1983 wurde in Schweden ein Briefmarkenblock Musik i Sverige herausgegeben, in dem auch eine Briefmarke mit einem Motiv von ABBA enthalten ist, das die Band auf einer Bühne vor jubelndem Publikum zeigt. Das Motiv basiert auf einem Foto von Anders Hanser, das dieser am 18. September 1979 bei einem Konzert in Portland (Oregon) (USA) aufgenommen hat. Eine weitere Briefmarke mit einem Motiv von ABBA erschien in Schweden im März 2000. Das Thema dieser Briefmarke ist die musikalische Entwicklung – speziell beim Eurovision Song Contest (damals noch Grand Prix Eurovision de la Chanson). Auf der Briefmarke ist ABBA in den Kostümen von 1974 einer jungen Künstlerin im „New Wave/Techno-Outfit“ gegenübergestellt.
2002 wurde ABBA in die Vocal Group Hall of Fame in Sharon (Pennsylvania, USA) aufgenommen, die die besten Gesangsgruppen der Welt ehrt.
Am 23. Januar 2009 nahmen Fältskog und Lyngstad gemeinsam in Stockholm den Preis Rockbjörnen („Rock-Bär“) entgegen, der der Popgruppe für ihr Lebenswerk von der schwedischen Zeitung Aftonbladet verliehen wurde.
2010 wurde ABBA in die Rock and Roll Hall of Fame aufgenommen.
Im September 2012 wurden von Madame Tussauds vier Wachsfiguren von ABBA angefertigt. Dabei tragen die Figuren jene Outfits, mit denen die Gruppe 1975 im Rahmen der Promotiontour für ihr drittes Album ABBA aufgetreten war. Seit Oktober 2012 waren sie in London zu sehen. Im Januar 2013 wanderten die Figuren weiter nach Wien, wo sie sich bis Mitte März befanden. Vom 20. April 2013 an waren die Figuren zwei Monate in Berlin ausgestellt. Ende April 2015 übersiedelten die Figuren erneut für drei Monate nach Wien, wo sie im Rahmen einer Song-Contest-Sonderausstellung zu sehen waren.
Im November 2022 wurde ABBA durch die amerikanische Recording Academy mit ihrem Album Voyage in der Kategorie Album of the Year sowie für das Best Pop Vocal Album für die Grammy Awards 2023 nominiert. Weitere Nominierungen bekamen sie für die Kategorien Record of the Year und Best Pop Duo/Group Performance für den Song Don’t Shut Me Down.
Am 31. Mai 2024 wurden die vier Mitglieder von ABBA in einer Zeremonie im Stockholmer Schloss von König Carl XVI. Gustaf zu Kommandeuren I. Klasse des Wasaordens ernannt.

## Umfeld der Gruppe

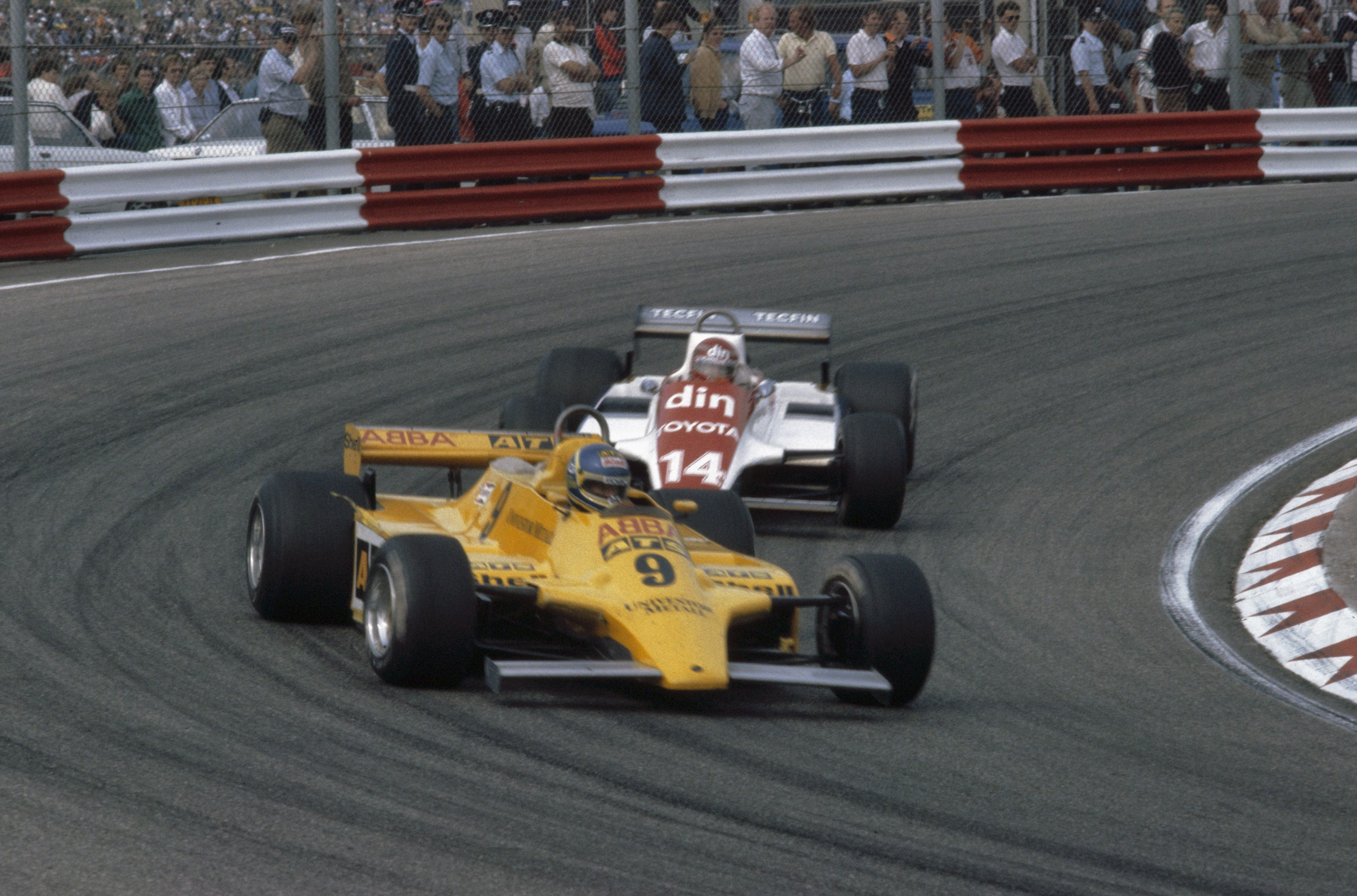
Slim Borgudd (ATS) beim Großen Preis der Niederlande 1981, das ABBA-Logo ist auch auf dem Heckflügel zu sehen

- Stig „Stikkan“ Anderson

Manager der Gruppe, Autor einiger früher Songtexte sowie Präsident der Firma Polar Music; fungierte auch als Berater für die Bandmitglieder in finanziellen Angelegenheiten. Zu seinem 50. Geburtstag am 25. Januar 1981 präsentierte ABBA das Lied Hovas Vittne in den Kostümen, mit denen die Gruppe 1974 beim Eurovision Song Contest mit Waterloo aufgetreten waren.
- Slim Borgudd Slim Borgudd (ATS) beim Großen Preis der Niederlande 1981, das ABBA-Logo ist auch auf dem Heckflügel zu sehen

Der frühere Studio-Schlagzeuger von ABBA war ein begeisterter Motorsportler, der zwischen 1981 und 1982 an zehn Formel-1-Rennen teilnahm. In der Saison 1981 fuhren Borgudd und der Niederländer Jan Lammers in einem ATS-Ford, auf dessen Frontfläche und Seitenkästen sich das ABBA-Logo befand.
- Ola Brunkert

Schlagzeuger von ABBA
- Anders Eljas

Keyboarder auf ABBA-Welttourneen und orchestrierte selbst Chess und Kristina från Duvemåla für ihre Produktionen.
- Rutger Gunnarsson

Bassist von ABBA. Brunkert und Gunnarsson waren nach Angaben auf der ABBA-Website die einzigen Musiker, die bei allen Aufnahmen der Band dabei waren.
- Lasse Hallström

Regisseur fast aller ABBA-Musikvideos und des Filmes ABBA – Der Film
- Görel Hanser (geb. Johnsen)

Assistentin von Stig Anderson, persönliche Assistentin der Bandmitglieder und später Vize-Präsidentin der Firma Polar Music sowie bis heute freundschaftlich mit allen vier ABBA-Mitgliedern verbunden. Zum 30. Geburtstag von Hanser sang ABBA 1979 das Lied Sång Till Görel, von dem später eine Auflage von 50 Maxi-Singles produziert wurde. Einen weiteren gemeinsamen musikalischen Auftritt hatten die vier Bandmitglieder im Juni 1999 im privaten Kreis, als sie anlässlich des 50. Geburtstages von Hanser das schwedische Volkslied Med En Enkel Tulipan als musikalischen Glückwunsch präsentierten. Alle vier Musiker betonten nachher, dass nicht die Gruppe ABBA, sondern – wie bereits zum 30. Geburtstag – vier gute Freunde des Geburtstagskindes gemeinsam gesungen haben.
- Tomas Ledin

Backgroundsänger bei ABBA, heute Solokünstler
- Owe Sandström

Kostümdesigner. Er entwarf die Kleidung der Vier bereits für ihren Auftritt mit Ring Ring beim schwedischen ESC-Vorentscheid 1973. Nach seinen Angaben hat er für ABBA etwa 100 Kostüme entworfen, die später Teil des ABBA-Museums in Stockholm wurden, und ließ sich dabei unter anderem von der Natur und von Zirkus-Outfits inspirieren.
- Graham Tainton

Mit seinen Choreographien hatte die Gruppe Aufmerksamkeit nicht nur für die Musik gewonnen.
- Michael B. Tretow

Hauptverantwortlicher und ausführender Studio-Tontechniker sowie Soundentwickler bei allen ABBA-Titeln; gilt musikalisch als „fünftes Mitglied“ der Band.

## Diskografie
Studioalben

| Jahr | Titel Musiklabel                        | Höchstplatzierung, Gesamtwochen/‑monate, AuszeichnungChartplatzierungen (Jahr, Titel, Musiklabel, Platzierungen, Wochen/Monate, Auszeichnungen, Anmerkungen) | Höchstplatzierung, Gesamtwochen/‑monate, AuszeichnungChartplatzierungen (Jahr, Titel, Musiklabel, Platzierungen, Wochen/Monate, Auszeichnungen, Anmerkungen) | Höchstplatzierung, Gesamtwochen/‑monate, AuszeichnungChartplatzierungen (Jahr, Titel, Musiklabel, Platzierungen, Wochen/Monate, Auszeichnungen, Anmerkungen) | Höchstplatzierung, Gesamtwochen/‑monate, AuszeichnungChartplatzierungen (Jahr, Titel, Musiklabel, Platzierungen, Wochen/Monate, Auszeichnungen, Anmerkungen) | Höchstplatzierung, Gesamtwochen/‑monate, AuszeichnungChartplatzierungen (Jahr, Titel, Musiklabel, Platzierungen, Wochen/Monate, Auszeichnungen, Anmerkungen) | Höchstplatzierung, Gesamtwochen/‑monate, AuszeichnungChartplatzierungen (Jahr, Titel, Musiklabel, Platzierungen, Wochen/Monate, Auszeichnungen, Anmerkungen) | Höchstplatzierung, Gesamtwochen/‑monate, AuszeichnungChartplatzierungen (Jahr, Titel, Musiklabel, Platzierungen, Wochen/Monate, Auszeichnungen, Anmerkungen) | Anmerkungen                                                   |
| Jahr | Titel Musiklabel                        | DE | AT | CH | UK | US | SE | NO | Anmerkungen                                                   |
| ---- | --------------------------------------- | --- | --- | --- | --- | --- | --- | --- | ------------------------------------------------------------- |
| 1973 | Ring Ring Polydor (PolyGram)            | DE29 a (1 Wo.)DE | — | — | — | — | SE2 (12 Wo.)SE | NO10 (15 Wo.)NO | Erstveröffentlichung: 26. März 1973 Verkäufe: + 150.000       |
| 1974 | Waterloo Polydor (PolyGram)             | DE6 Platin · (34 Wo.)DE | — | — | UK28 Silber · (3 Wo.)UK | US145 (8 Wo.)US | SE1 Diamant · (29 Wo.)SE | NO1 (24 Wo.)NO | Erstveröffentlichung: 4. März 1974 Verkäufe: + 1.020.035      |
| 1975 | ABBA Polar Music (PolyGram)             | DE31 (1 Wo.)DE | — | CH78 b (1 Wo.)CH | UK13 Gold · (10 Wo.)UK | US174 (3 Wo.)US | SE1 (34 Wo.)SE | NO1 (62 Wo.)NO | Erstveröffentlichung: 21. April 1975 Verkäufe: + 750.000      |
| 1976 | Arrival Polar Music (PolyGram)          | DE1 ×2Doppelplatin · (19 Mt.)DE | AT12 (8 Mt.)AT | — | UK1 Platin · (94 Wo.)UK | US20 Gold · (50 Wo.)US | SE1 (32 Wo.)SE | NO1 (35 Wo.)NO | Erstveröffentlichung: 11. Oktober 1976 Verkäufe: + 4.983.420  |
| 1977 | ABBA – The Album Polar Music (PolyGram) | DE2 Platin · (55 Wo.)DE | AT2 (10 Mt.)AT | — | UK1 Platin · (61 Wo.)UK | US14 Platin · (41 Wo.)US | SE1 (18 Wo.)SE | NO1 (20 Wo.)NO | Erstveröffentlichung: 12. Dezember 1977 Verkäufe: + 4.582.618 |
| 1979 | Voulez-Vous Polydor (PolyGram)          | DE1 Platin · (58 Wo.)DE | AT2 (10 Mt.)AT | CH65 c (41 Wo.)CH | UK1 Platin · (45 Wo.)UK | US19 Gold · (27 Wo.)US | SE1 (34 Wo.)SE | NO1 (22 Wo.)NO | Erstveröffentlichung: 23. April 1979 Verkäufe: + 2.032.340    |
| 1980 | Super Trouper Polydor (PolyGram)        | DE1 ×2Doppelplatin · (52 Wo.)DE | AT3 (8 Mt.)AT | CH97 d (1 Wo.)CH | UK1 Platin · (43 Wo.)UK | US17 Gold · (38 Wo.)US | SE1 (22 Wo.)SE | NO1 (29 Wo.)NO | Erstveröffentlichung: 3. November 1980 Verkäufe: + 2.048.052  |
| 1981 | The Visitors Polydor (PolyGram)         | DE1 Platin · (32 Wo.)DE | AT3 (4½ Mt.)AT | CH93 e (1 Wo.)CH | UK1 Platin · (22 Wo.)UK | US29 (17 Wo.)US | SE1 (16 Wo.)SE | NO1 (14 Wo.)NO | Erstveröffentlichung: 30. November 1981 Verkäufe: + 936.439   |
| 2021 | Voyage Polar Music (UMG)                | DE1 ×2Doppelplatin · (37 Wo.)DE | AT1 Platin · (34 Wo.)AT | CH1 (36 Wo.)CH | UK1 Platin · (19 Wo.)UK | US2 (7 Wo.)US | SE1 ×2Doppelplatin · (24 Wo.)SE | NO1 (7 Wo.)NO | Erstveröffentlichung: 5. November 2021 Verkäufe: + 1.197.000  |

grau schraffiert: keine Chartdaten aus diesem Jahr verfügbar

## ABBA-Musik in Spielfilmen und Serien
Außer in ihrem eigenen Film ABBA – The Movie, der 1977 während ihrer Tournee in Australien gedreht wurde, und in dem Film Mamma Mia! ist die Musik von ABBA auch in verschiedenen Spielfilmen zu hören.

### Filme
- 1977: ABBA – The Movie (Schweden/Australien; mit Agnetha, Frida, Benny, Björn und Robert Hughes)
- 1983: Christine (USA; Horrorfilm von John Carpenter – nur kurz im Radio zu hören)
- 1984: Ein Klassemädchen (Just the Way You Are); mit Kristy McNichol
- 1994: Priscilla – Königin der Wüste (Australien; mit Hugo Weaving, Terence Stamp und Guy Pearce)
- 1994: Muriels Hochzeit (Australien/Frankreich; mit Toni Collette und Rachel Griffiths)
- 2000: Zusammen! (Schweden)
- 2000: Miss Undercover (USA; mit Sandra Bullock, Benjamin Bratt und Michael Caine)
- 2003: Johnny English (Großbritannien; mit Rowan Atkinson, Natalie Imbruglia und John Malkovich)
- 2005: Der Herr des Hauses (USA; mit Tommy Lee Jones und Cedric the Entertainer)
- 2008: Mamma Mia! (Großbritannien/USA; mit Meryl Streep und Pierce Brosnan)
- 2015: Der Marsianer – Rettet Mark Watney (USA; mit Matt Damon)
- 2018: Mamma Mia! Here We Go Again (Großbritannien/USA; mit Lily James und Amanda Seyfried)

### Fernsehproduktionen
- Knowing Me, Knowing You (1992) – fiktive Talkshow mit Steve Coogan als ABBA-philer Moderator Alan Partridge.
- Schaumküsse (Deutschland, 2008/2009; u. a. mit Christine Neubauer und Oliver Bootz) – In der ARD-Fernsehproduktion werden passend zur jeweiligen Filmszene bekannte ABBA-Lieder eingespielt. In diesem Film sind nach der Musicalverfilmung Mamma Mia! insgesamt die meisten ABBA-Lieder zu hören.
- Malcolm mittendrin – In der letzten Folge der 1. Staffel („Wasserspiele“), die 2000 ausgestrahlt wurde, werden Beginn und Refrain von Fernando gespielt. In der 6. Staffel (Folge „Pearl Harbor“) geht die Familie in das Musical Mamma Mia! und hört sich darauf Take a Chance on Me an.
- Stromberg (Deutschland, ProSieben, Comedyserie, 4. Staffel) – In der 6. Folge („Sally“) sind fünf Lieder von ABBA auszugsweise zu hören.
- Polizeiinspektion 1 (Deutschland, 1980; u. a. mit Walter Sedlmeyr) – Am Ende einer Folge erklingt aus dem Radio Eagle.
- In der Fernsehserie Um Himmels Willen (Folge 2.13, „Singdrosseln“) singen die Nonnen des fiktiven Klosters Kaltenthal auf einer Spendengala Thank You for the Music.

## ABBA-Musik in der Werbung
Gard Haarpflege
Anfang der 1980er Jahre kreierte die Firma Colgate-Palmolive zu der Melodie des ABBA-Songs Move On, der 1977 auf ABBA – The Album veröffentlicht wurde, zur Neuausrichtung der Werbekonzeption für die Haarpflegemarke Gard einen Werbesong, der zu einem der bekanntesten Werbelieder in Deutschland wurde.
Textauszüge des Werbesongs:
Schönes Haar ist dir gegeben, laß es leben mit Gard.

Gib ihm Liebe, gib ihm Pflege, überlege, nimm Gard.
oder auch:
Fühl die cremig-milde Pflege, …

Laß dir keinen Tag entgehen, laß dich sehen mit Gard.

Schönes Haar ist dir gegeben,

komm und zeig es, laß es leben,

und du fühlst dich gut mit Gard.
In einer späteren Parodie auf diese Werbung vom Komiker Otto Waalkes lautete der Song: „Fettig Haar ist Dir gegeben, lass es kleben mit Quark!“
Odol Mundwasser
Bereits Mitte der 1970er Jahre lief für kurze Zeit ein Werbespot für die Mundwassermarke Odol mit dem Werbelied „Täglich Odol, tägliche Frische“ zu der Melodie des ersten ABBA-Songs People Need Love.
National
Der japanisch-australische Elektrogerätehersteller National entwickelte 1976 eine umfangreiche Werbekampagne, in der die vier Schweden als Testimonials eingesetzt wurden. Die Kampagne enthielt fünf verschiedene Werbespots mit einem Werbelied zur Melodie von Fernando. Die darin verwendete Textzeile „slightly ahead of our time“ (deutsch: „ein klein wenig unserer Zeit voraus“) war zugleich der Slogan.
Hier ein Textauszug des Werbesongs:
There are many things we share with you

Together you

And National

We grow closer like the sand and seas

Like flowers and trees

And National

…

Together we can make the future shine

Slightly ahead of our time

It’s National

## Filmdokumentationen
- A for ABBA. BBC, 20. Juli 1993
- Thierry Lecuyer, Jean-Marie Potiez: Thank You ABBA. Willow Wil Studios/A2C Video, 1993
- Barry Barnes: ABBA – The History. Polar Music International AB, 1999
- Chris Hunt: The Winner Takes it All – The ABBA Story. Littlestar Services/lambic Productions, 1999
- Steve Cole, Chris Hunt: Super Troupers – Thirty Years of ABBA. BBC, 2004
- The Joy of Abba. BBC 4, 27. Dezember 2013 (BBC-Seite)
- Carl Magnus Palm, Roger Backlund: ABBA – When Four Became One. SVT, 2. Januar 2012
- Carl Magnus Palm, Roger Backlund: ABBA – Absolute Image. SVT, 2. Januar 2012
- ABBA – Bang a boomerang. ABC 1, 30. Januar 2013 (ABC-Seite)
- Thank you for the music . Sunday Night (7 News), 1. Oktober 2019
- Der Hype um ABBA – Kultur.21. Kultur.21, Deutsche Welle, 31. Dezember 2022
- James Rogan: ABBA – Die ganze Geschichte in der ARD-Mediathek. Dokumentarfilm, abrufbar bis 30. Mai 2026, WDR, 2024

### Palm: „Licht und Schatten“
Carl Magnus Palm: Licht und Schatten. ABBA – Die wahre Geschichte. Bosworth Edition, 2006, Paperback-Ausgabe, 638 Seiten. ISBN 3-86543-100-3.
1. ↑  S. 105 f.
2. ↑  S. 144 ff.
3. ↑  S. 170 f.
4. ↑  S. 126 f.
5. ↑  S. 128
6. ↑  S. 156 f.
7. ↑  S. 172
8. ↑  S. 183
9. ↑  S. 187 f.
10. ↑  S. 184 f.
11. ↑  S. 190 f.
12. ↑  S. 204 f.
13. ↑  S. 210 f.
14. ↑  S. 218
15. ↑  S. 228–231
16. ↑  S. 232
17. ↑  S. 228
18. ↑  S. 241 f.
19. ↑  S. 254
20. ↑  S. 258.
21. ↑  S. 256
22. ↑  S. 281.
23. ↑  S. 287 ff.
24. ↑  S. 326
25. ↑  S. 284
26. ↑  S. 316
27. ↑  S. 310 f.
28. ↑  S. 311 f.
29. ↑  S. 408
30. ↑  S. 347
31. ↑  S. 369
32. ↑  S. 360
33. ↑  S. 380
34. ↑  S. 379
35. ↑  S. 413 f.
36. 1 2  S. 423 ff.
37. ↑  S. 427
38. ↑  S. 426
39. ↑  S. 437
40. ↑  S. 445
41. ↑  S. 438
42. ↑  S. 465
43. ↑  S. 455
44. ↑  S. 446f.
45. ↑  S. 442
46. ↑  S. 448 f.
47. ↑  S. 451
48. ↑  S. 459 f.
49. ↑  S. 472 f.
50. ↑  S. 478 f.
51. ↑  S. 482
52. ↑  S. 489
53. ↑  S. 486–488
54. ↑  S. 497
55. 1 2  S. 502
56. ↑  S. 499
57. ↑  S. 506
58. ↑  S. 523 f.
59. ↑  S. 524
60. ↑  S. 525
61. ↑  S. 529 f.
62. ↑  S. 568
63. ↑  S. 606
64. ↑  S. 579
65. ↑  S. 581
66. ↑  S. 610
67. ↑  S. 597
68. 1 2  S. 300
69. 1 2  S. 251
70. 1 2  S. 242
71. ↑  S. 303
72. ↑  S. 225 f.
73. ↑  S. 219
74. ↑  S. 213
75. ↑  S. 215
76. 1 2  S. 241 f.
77. ↑  S. 333
78. ↑  S. 314
79. ↑  S. 474
80. ↑  S. 313
81. ↑  S. 434 f.
82. 1 2  S. 490 f.
83. ↑  S. 539
84. 1 2  S. 570 f.
85. ↑  S. 575 f.
86. 1 2  S. 438 f.
87. ↑  S. 480
88. ↑  S. 246
89. 1 2  S. 354
90. ↑  S. 318f.
91. ↑  S. 309
92. ↑  S. 280f.
93. 1 2  S. 281
94. ↑  S. 351

### Palm: „Story & Songs kompakt“
Carl Magnus Palm: Abba – Story & Songs kompakt. Bosworth Edition, 2007, 156 Seiten. ISBN 978-3-86543-227-8.
1. ↑  S. 24.
2. ↑  S. 99
3. ↑  S. 50 f.
4. ↑  S. 52 ff.
5. ↑  S. 66
6. ↑  S. 70 ff.
7. ↑  S. 77–85
8. ↑  S. 102 f.
9. ↑  S. 40
10. ↑  S. 18 f.
11. ↑  S. 21
12. 1 2  S. 27 ff.
13. 1 2  S. 37
14. ↑  S. 35 f.
15. ↑  S. 82 f.
16. ↑  S. 53
17. ↑  S. 110–117
18. ↑  S. 39 f.
19. ↑  S. 34
20. ↑  S. 51

### Gradvall/Karlsson: „ABBA in Bildern“
Jan Gradvall, Petter Karlsson: ABBA – Die ganze Geschichte in 600 Bildern. G+J NG Buchgesellschaft mbH, Hamburg 2014, 400 Seiten. ISBN 978-3-86690-404-0.
1. ↑  S. 172
2. ↑  S. 184
3. ↑  S. 233
4. ↑  S. 366
5. ↑  S. 86/87
6. ↑  S. 204

### Russell: „ABBA-Reiseführer“
Sara Russell: Der ABBA-Reiseführer nach Stockholm. Premium Publishing, Stockholm 2010, 155 Seiten. ISBN 978-91-89136-69-4.
1. ↑  S. 100
2. 1 2 3  S. 14
3. ↑  S. 34 f.
4. ↑  S. 20
5. ↑  S. 112

### Halling: „ABBA Backstage“
Ingmarie Halling, Carl Magnus Palm: ABBA Backstage – Approved by ABBA. HEEL Verlag GmbH, Königswinter 2014, 80 Seiten. ISBN 978-3-86852-878-7.
1. 1 2 3 4  S. 20 f.

### Chartquellen
Trent Nickson: ABBA Charts
1. 1 2  Japan (Memento vom 26. April 2012 auf WebCite) (Zusammenfassung), siehe MURAKAMI Chifumi Oriental ABBAland Diskografie Japan, 1996, abgerufen am 13. November 2015
2. 1 2 3  Schweden (Memento vom 5. April 2012 auf WebCite) (Zusammenfassung), siehe Kombinierte schwedische Charts 1966–1975, Schwedische Charts ab 1975 und Eric Hallberg, Ulf Henningsson: TIO I TOPP – med de utslagna „På försök“ 1961–1974 (schwedisch), Premium Publishing, Stockholm 2012, 560 Seiten. ISBN 978-91-89136-89-2
3. 1 2 3 4 5 6 7 8  Übersicht (Memento vom 6. April 2012 auf WebCite)
4. ↑  USA (Memento vom 29. Februar 2012 auf WebCite) (Zusammenfassung), siehe Billboard und Allmusic
5. 1 2  Australien (Memento vom 10. März 2017 im Internet Archive) (Zusammenfassung), siehe David Kent: AUSTRALIAN CHART BOOK 1970–1992 (englisch), Australian Chart Book Pty. Ltd., 444 Seiten. ISBN 0-646-11917-6
6. 1 2 3  Deutschland (Memento vom 7. Juli 2009 im Internet Archive) (Zusammenfassung), siehe Offizielle Charts und Chartsurfer
7. 1 2 3  Großbritannien (Memento vom 20. Juni 2016 im Internet Archive) (Zusammenfassung), siehe Official Charts (Website der Official Charts Company)

- Österreich (Zusammenfassung), siehe Austrian Charts
- Schweiz (Zusammenfassung), siehe Schweizer Hitparade

### Andere
1. ↑  universal-music.de Abgerufen am 27. April 2018
2. ↑  faz.net
3. 1 2  Geschichte von ABBA auf abbasite.com Abgerufen am 27. April 2018
4. ↑  Carl Magnus Palm: Abba: Bright Lights Dark Shadows. Omnibus Press, überarbeitete und aktualisierte Auflage 2014, ISBN 978-1-78305-359-9, S. 6
5. ↑  Neue Abba-Songs nach Jahrzehnten Abgerufen am 27. April 2018
6. ↑  David V. Moskovitz: The 100 Greatest Bands of All Time: A Guide to the Legends Who Rocked the World. ABC-CLIO, 2015, ISBN 978-1-4408-0340-6, S. 1-6
7. ↑  Marlon Jungjohann und Bettina Baumann: ABBA mit neuem Album und neuer Show zurück In: dw.com, 2. September 2021, abgerufen am 5. September 2021.
8. ↑  “Lycka”/Björn Ulvaeus & Benny Andersson. Begleittext zur CD, 2006 Polar Music International AB
9. ↑  ABBAsite.com (Memento vom 24. Februar 2018 im Internet Archive) Lycka – the only Björn & Benny album
10. ↑  ABBA The official site (Memento vom 15. April 2017 im Internet Archive) People Need Love / Merry-Go-Round
11. ↑  SuperSeventies.com „Waterloo“
12. ↑  ABBA Plaza Konzertdaten (1974–1975 TOUR OF EUROPE)
13. 1 2 3  Nielsen Business Media Inc: Billboard. Nielsen Business Media, Inc., 8. September 1979 (google.se [abgerufen am 2. Juni 2024]).
14. ↑  ABBA Charts: United Kingdom – Additional Information (Memento vom 10. März 2017 im Internet Archive) End of Decade Charts (weiter unten), abgerufen am 13. April 2017
15. ↑  Billboard Magazine 8. Sept. 1979 Abgerufen am 13. April 2017
16. ↑  Billboard 6. Nov 1976
17. 1 2  Peter Charley: THE ABBA ALBUM (Memento vom 19. November 2021 im Internet Archive) Horowitz Publications, Januar 1977 (?)
18. ↑  The ABBA Phenomenon in Australia The National Gallery (englisch) Abgerufen am 8. September 2016
19. ↑  Abba – Dancing Queen SuperSeventies.com, 1977
20. ↑  billboard.com The Hot 100 vom 9. April 1977, abgerufen am 4. August 2017
21. ↑  ABBA Plaza Konzertdaten (1977 EUROPEAN AND AUSTRALIAN TOUR)
22. ↑  British Phonographic Industry Datenbank
23. ↑  Bundesverband Musikindustrie Datenbank
24. 1 2  Gold & Platinum – RIAA. In: RIAA. (riaa.com [abgerufen am 21. Juli 2025]).
25. ↑  Billboard Magazine Ausgabe vom 8. September 1979, abgerufen am 4. Mai 2016
26. ↑  ABBA 5 YEARS in Billboard Magazine 8. September 1979
27. ↑  The Chiquitita Story
28. ↑  ABBA Plaza Konzertdaten (1979 NORTH AMERICAN AND EUROPEAN TOUR)
29. ↑  Die Musik im Zeitalter des «Copy and Paste» | NZZ. In: Neue Zürcher Zeitung. 24. August 2007 (nzz.ch [abgerufen am 5. August 2018]).
30. ↑  Originaltext: “Even if the ABBA members from time to time are doing things on their own, there is no intention whatsoever to break up the Group” – Görel Hanser: Press Release 9. In: Abba Annual Homepage. 14. Juni 1982, abgerufen am 14. März 2009 (englisch).
31. ↑  ABBA In London 1982 auf YouTube.
32. ↑  ABBA – Show Express 1982 – The Day Before You Came, Cassandra, Under Attack auf YouTube.
33. ↑  ABBAonTV (Memento vom 8. Februar 2016 im Internet Archive) Description “Na Sowas! – Extra”, abgerufen am 8. Februar 2016
34. ↑  Abba: „Mamma Mia“ nicht für eine Milliarde Dollar auf Spiegel Online am 2. Februar 2000.
35. ↑  Abba – The Last Video Ever
36. ↑  Bild.de Für eine exklusive Show – Comeback für Abba? Artikel vom 26. März 2010, abgerufen am 7. August 2015
37. ↑  „Dancing Queen“ Victoria? – Spekulationen um Abba-Auftritt. Hamburger Abendblatt, 16. Juni 2010, zuletzt abgerufen am 29. September 2010.
38. ↑  Spekulationen um ABBA-Auftritt bei schwedischer Königshochzeit. Neue Zürcher Zeitung Online, 16. Juni 2010, zuletzt abgerufen am 29. September 2010.
39. ↑  Bild.de ABBA wieder gemeinsam auf der Bühne? Artikel vom 29. Dezember 2010, abgerufen am 7. August 2015
40. ↑  FemaleFirst.co.uk ABBA to perform at royal wedding? Artikel vom 28. Dezember 2010, abgerufen am 7. August 2015
41. ↑  Welt.de Martin Scholz: „Abba ist ein großer Teil von uns allen“ (deutsch) Artikel vom 11. November 2013, abgerufen am 3. Oktober 2014.
42. 1 2  Basellandschaftliche Zeitung 380 Millionen Alben verkauft – aber ABBA will keine Wiedervereinigung. Artikel vom 15. Dezember 2013, abgerufen am 8. Oktober 2015
43. ↑  ABBA Intermezzo News 2016
44. ↑  Spiegel.de Legendäre Popband aus Schweden: ABBA ist wieder vereint – für einen Abend. Artikel vom 21. Januar 2016
45. ↑  Paul Jordan: ABBA perform together in Stockholm! eurovision.tv, 6. Juni 2016.
46. ↑  Emma Hjortman: Abba together on stage again. Express (Schweden), Juni 2016, abgerufen im August 2020 (englisch).
47. ↑  Abba: Kurze Wiedervereinigung – Abba kam nach 30 Jahren erstmals wieder für einen Auftritt zusammen. ABBA – Fan Page, Juni 2016, abgerufen im August 2020.
48. ↑  A MESSAGE FROM ABBA. Abgerufen am 14. Mai 2021 (englisch).
49. ↑  ABBA will tour Australia in 2019 as HOLOGRAMS. In: Mail Online. (dailymail.co.uk [abgerufen am 5. August 2018]).
50. ↑  Neue ABBA-Songs erneut verspätet. Abgerufen am 23. Januar 2019.
51. ↑  Will Songwriting Survive Streaming? Abba’s Bjorn Ulvaeus Is Worried. Artikel vom 7. Mai 2021, abgerufen am 14. Mai 2021
52. ↑  ABBA Voyage (Memento vom 2. September 2021 im Internet Archive) Abgerufen am 2. September 2021
53. ↑  ABBA verkünden ihr spätes Comeback In ORF.at. 2. September 2021. Abgerufen am 2. September 2021
54. ↑  ABBA score first UK Official Chart Top 10 single in nearly 40 years with Don’t Shut Me Down In Official Charts. 10. September 2021. Abgerufen am 12. September 2021
55. ↑  Dritter neuer ABBA-Song ist erschienen. Abgerufen am 23. Oktober 2021.
56. ↑  WDR: ABBA-Comeback: 5 Fakten, die Sie kennen sollten. 5. November 2021, abgerufen am 6. November 2021.
57. ↑  ABBA-Album „Voyage“: Produktionsprobleme wegen Flammeninferno. 5. November 2021, abgerufen am 6. November 2021 (deutsch).
58. ↑  Abba-Comeback: »Voyage« soll das allerletzte Album sein, sagen Björn und Benny in Interview. In: Der Spiegel. 28. Oktober 2021, ISSN 2195-1349 (spiegel.de [abgerufen am 6. November 2021]).
59. ↑  Über 200.000 Alben verkauft: ABBA feiern Rekordstart und Mega-Comeback. In: offiziellecharts.de. GfK Entertainment, 12. November 2021, abgerufen am 12. November 2021.
60. ↑  ABBA soar to tenth Number 1 on the Official Albums Chart with Voyage: “We are absolutely over the moon”. Official Charts, abgerufen am 13. November 2021.
61. ↑  Rob Copsey: ABBA Gold becomes first album to reach 1000 weeks on the Official Albums Chart. In: officialcharts.com. 2. Juli 2021, abgerufen am 17. September 2021 (englisch).
62. ↑  ABBA Omnibus (Memento vom 1. November 2020 im Internet Archive) 1993 World Music Awards in Billboard (USA), 5 June 1993 (Pages 63 & 64)
63. ↑  Internet Movie Database Box office/Business for Mamma Mia! (2008)
64. ↑  Mamma mia – ein Museum. Spiegel Online, 28. November 2006, zuletzt abgerufen am 29. September 2010.
65. ↑  Pressrelease ABBAWORLD multi-media exhibition: Springtime for ABBAWORLD in Prague! www.mynewsdesk.com 23. März 2011, abgerufen am 15. Oktober 2012.
66. ↑  abbathemuseum.com Website des Museums
67. ↑  Wolfgang ›Bubi‹ Heilemann: ABBA: Fotografien 1974–1980. Schwarzkopf & Schwarzkopf, Sonderausgabe 2011, S. 109 ff.
68. ↑  Carl Magnus Palm: Bright Lights, Dark Shadows. London, 2002, S. 393.
69. ↑  Rock'n'Roll's Strangest Moments: Extraordinary But True Tales from 45 Years ... - Mike Evans - Google Books. 7. Juli 2015, abgerufen am 2. Juni 2024.
70. ↑  siehe ABBA The Album – Deluxe Edition, DVD-Inhalt “ABBA on Tour in 1977”
71. ↑  Guinness Buch der Rekorde 1984. Ullstein Verlag, Frankfurt am Main/Berlin 1983, ISBN 3-550-07722-X, S. 132.
72. ↑  Das neue Guinness Buch der Rekorde 1986. Ullstein Verlag, Frankfurt am Main/Berlin 1985, ISBN 3-550-07736-X, S. 276 f.
73. ↑  Das neue Guinness Buch der Rekorde 1988. Ullstein Verlag, Frankfurt am Main 1987, ISBN 3-550-07743-2, S. 278 f.
74. ↑  ABBA-Nachrichten. Abgerufen am 5. August 2018.
75. ↑  Richard Smirke: Abba Members Attend Abbaworld London Premiere. Billboard, 27. Januar 2010
76. ↑  Abba - the music: why everyone loves Abba. 10. Juli 2008, abgerufen am 2. Juni 2024 (englisch).
77. ↑  Unzählige Nullen auf dem Konto - WELT. 16. November 2011, abgerufen am 2. Juni 2024.
78. ↑  Heather Farmbrough:  New Abba Exhibition Launched as Abba Sells More Music than Ever In: Forbes, 17. Mai 2018. Abgerufen am 13. Dezember 2019 (englisch).
79. ↑  Lewis Capaldi, Mariah Carey and more honoured with new BRIT Billion award. 4. Mai 2023, abgerufen am 2. Juni 2024 (englisch).
80. ↑  The Official Top 20 biggest selling groups of all time revealed! 3. November 2012, abgerufen am 2. Juni 2024 (englisch).
81. ↑  UK's million-selling singles: the full list. 4. November 2012, abgerufen am 2. Juni 2024 (englisch).
82. ↑  abbasales.hpage.com (Memento vom 4. Mai 2013 im Internet Archive) How many records have ABBA sold? – ABBA Record Sales
83. ↑  In Focus: ABBA in the United States. 13. Juni 2012, abgerufen am 2. Juni 2024 (amerikanisches Englisch).
84. ↑  Abba - Arrival. Abgerufen am 2. Juni 2024.
85. ↑  Abba - The Album. Abgerufen am 2. Juni 2024.
86. ↑  Abba. In: Rock & Roll Hall of Fame. Abgerufen am 2. Juni 2024 (amerikanisches Englisch).
87. ↑  ABBA-Nachrichten. Abgerufen am 2. Juni 2024.
88. ↑  madametussauds.com/wien (Memento vom 2. März 2013 im Internet Archive) Offizielle Website von Madame Tussauds Wien
89. ↑  madametussauds.com (Memento vom 1. Juli 2013 im Internet Archive) Neuigkeiten bei Madame Tussauds Berlin im April 2013.
90. ↑  MadameTussauds.com (Memento vom 26. Oktober 2015 im Internet Archive) ABBA in Wien! abgerufen am 19. August 2015
91. ↑  2023 GRAMMY Nominations: See The Complete Winners & Nominees List | GRAMMY.com. Abgerufen am 2. Juni 2024.
92. ↑  H.M. Konungen har beslutat om ordensförläningar för exceptionella insatser. Abgerufen am 2. Juni 2024 (schwedisch).
93. ↑  Große Ehre: ABBA erhalten Orden von König Carl XVI. Gustaf auf rtl.de, 31. Mai 2024.
94. ↑   Dagens Nyheter 2013-01-15
95. ↑  Woher der Kostüm-Designer von Abba seine Ideen hat. Abgerufen am 2. Juni 2024.
96. ↑  Aftonbladet puls: ABBA: "Vi har kläderna att tacka för mycket". Abgerufen am 2. Juni 2024.
97. ↑  Mikory's Abba Blog. Abgerufen am 2. Juni 2024.
98. ↑  National Sings Out. Abgerufen am 9. November 2017 (Songtext der National-Werbekampagne 1976).